# مملكة جوسون
جوسون أو تشوسون أو سلالة إي هي مملكة كورية أسسها الجنرال إي سونگ گي المعروف باسم الملك تايجو في سنة 1392 في أعقاب سقوط مملكة گوريو واستمرت لخمسة قرون حتى أعلن آخر ملوكها الملك گوجونگ تحويلها إلى إمبراطورية عرفت باسم إمبراطورية كوريا وذلك في سنة 1897.
أُسست المملكة بعد أن أطاح تايجو بمملكة گوريو السابقة ونقل العاصمة إلى مدينة هانيانگ.(1) ساهم ملوك المملكة فيما بعد بتوسيع حدودها حتى وصلت إلى نهر يالو(2) ونهر تومين وذلك بعد إخضاع شعب الجورشن. مملكة جوسون هي آخر ممالك كوريا والتي اتخذت التعاليم الكونفوشيوسية نظاماً للحكم وللمجتمع.
اتخذ ملوك جوسون نظام الملكية المطلقة للحكم، بالإضافة إلى ذلك فقد استوردوا الثقافة الصينية وكيّفوها لتناسب مجتمعهم، كما أصبحت الثقافة الكورية الكلاسيكية والتجارة والعلوم والأدبيات والتقنيات في أوجها. تعرضت المملكة لاحقاً في القرنين السادس والسابع عشر إلى عدد من الغزوات من جارتيها اليابان وتشينگ واللتان سيطرتا على أجزاء من شبه الجزيرة أدت في النهاية إلى سياسة انعزالية شديدة لتصبح جوسون تسمى في ذلك الوقت باسم مملكة الراهب.(3) شهدت الفترة التي تلت الحروب مع تشينگ فترة سلام امتدت لمئتي سنة.
رغم كل ما استعادته المملكة من القوة أثناء عزلتها إلا أنها واجهت العديد من الاضطرابات الداخلية والصراعات على السلطة بالإضافة للضغط الدولي والتمردات في أنحاء البلاد. عانت جوسون في نهايات القرن التاسع عشر من حالة ضعف شديد.
تركت مملكة جوسون تراثاً عظيما لكوريا الحديثة مثل: الأدبيات الكورية الحديثة، والأعراف الثقافية، والمواقف الاجتماعية تجاه القضايا الحالية، ونظام كتابة اللغة الكورية المعروف بالهانگل، ولهجات اللغة الكورية المختلفة التي نشأت من ثقافة وتقاليد جوسون.

## التاريخ

### العهد المبكر

#### التأسيس

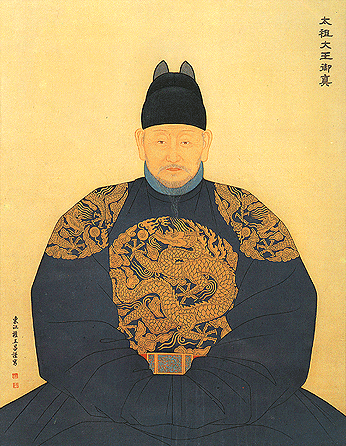
الملك تايجو

عانت مملكة گوريو خلال آخر سنواتها وخصوصاً بعد وفاة الملك گونگمن حيث تولى ابنه الملك وو والذي أمر الجنرال تشوي يونگ والجنرال إي سونگ گي بمهاجمة سلالة مينگ. ما إن وصل الجنرالان إلى نهر يالو حتى انسحب إي سونگ گي بأتباعه وقفل عائداً إلى العاصمة ثائراً ومنقلباً على الملك ليعزله ثم يقتل الجنرال الموالي له تشوي يونگ ولكن بدلاً من الاستيلاء على الدولة فقد أعلن أن الأمير تشانگ الابن الصغير للملك أصبح ملكاً على البلاد.
بعد أقل من سنة قام الجنرال إي سونگ گي وأتباعه بعزل الملك تشانگ وتعيين الأمير گونگيانگ ملكاً على البلاد. في سنة 1390 قام الجنرال وأتباعه بإحراق سجلات الأراضي وفي السنة التي تلتها قام بإصدار قانون جديد للأراضي يعتمد على الرتب الاجتماعية. بعد قتل جونگ مونگ جو آخر أتباع گوريو قام الجنرال إي بعزل الملك گونگيانگ ثم أعلن توليه للعرش وتسمى باسم الملك تايجو، منهياً بذلك المملكة التي استمرت لمدة 475 سنة.
استمر الملك تايجو باستخدام اسم المملكة السابقة حتى سنة 1393 حيث قام حينها بتسمية المملكة «جوسون» مما يعني أنها ستصبح الخلف لدولة گوجوسون(4) السابقة. وفي السنة التي تلتها نقل الملك تايجو العاصمة إلى مدينة هانيانگ ثم بنى القصر الملكي والأضرحة وسوراً منيعاً حول المدينة.

#### تمرد الأمراء: خلفية تاريخية
كان إي بانگ وون(5) واحداً ممن ساعد والده إي سونگ گي في انقلابه على گوريو، وتوقع إي والذي أصبح يعرف باسم جونگان داي گن(6) أن يتم تعيينه ولياً للعهد. طبيعة الأمير جونگان العسكرية جعلت رئيس وزراء جوسون جونگ دو جون ومعه نام أون(7) يرفضان أن يتولى العرش وقاما بالتأثير على الملك تايجو لاختيار أصغر أبنائه إي بانگ سوك المعروف باسم ويان داي گن(6) ولياً للعهد.
أصيب الملك تايجو أيضاً بالمرض وزادت حالته سوءاً خصوصاً بعد موت زوجته الثانية الملكة شندوك في سنة 1396. صراع الأمراء أثر كثيراً في الملك ودعاه إلى التنازل عن العرش بعد ذلك.

##### تمرد الأمراء الأول
حاول جونگ دو جون أن يستفيد من وضع الملك تايجو الحزين على وفاة زوجته الثانية والدة ولي العهد ولذلك قام بتدبير مؤامرة لقتل جميع أبناء الملك تايجو ما عدا ولي العهد ليضمن بقائه وبقاء ولي العهد. عندما سمع الأمير جونگان بهذا الأمر بدأ بجمع جيشه والتجهيز للهجوم هو وإخوته. قام الأمير جونگان بمهاجمة القصر وقتل جونگ دو جون ونام أون وأتباعهما، بعد ذلك قام بقتل أخويه غير الشقيقين ولي العهد الأمير ويان والأمير موان ثم قام بترشيح شقيقه الأكبر الأمير يونگان ولياً للعهد.
عندما سمع الملك تايجو بهذا الأمر ازداد مرضه سوءاً وخاف من استعداد أبنائه على قتل بعضهم البعض من أجل العرش، ولهذا قام بعد عشرة أيام من هذه الحادثة بالتنازل عن العرش وتعيين الأمير يونگان ملكاً لجوسون والذي أصبح يعرف باسم الملك جونگجونگ.

##### تمرد الأمراء الثاني
بعد تعيين الأمير يونگان ملكاً أصبح الأمير جونگان يراقب كل أفعاله كما كان المسيطر الفعلي على موازين القوى. أحد جنرالات الأمير جونگان واسمه باك بو أصبح حاقداً عليه لأن الأمير لم يكافئه فقام بخدع الأخ الأكبر للأمير جونگان وهو هويان داي گن(6) لتجهيز جيش ليهاجم قوات الأمير. فشلت قوات الأمير هويان في قتل الأمير جونگان، حيث قام هذا الأخير بنفي أخيه وأسرته بالإضافة لقتل من كان تحت إمرته.
هذا الصراع الثاني الذي حدث في سنة 1400 ساهم في زيادة مخاوف الملك جونگجونگ والذي لم يحكم إلا لسنتين، حيث قام بتعيين أخيه الأمير جونگان ولياً للعهد ثم تنازل عن الحكم لصالحه. تسبب الصراع الثاني بحزن كبير للملك السابق تايجو حيث قرر العودة إلى مسقط رأسه.

#### تقوية السلطة المطلقة
رفض الملك تايجو تسليم الختم الملكي لتايجونگ، لكن تايجونگ حاول إثبات أهليته للحكم بعمل إصلاحات عديدة لتقوية السلطة الملكية. في نهاية الأمر وبعد إصلاحاته حاول تايجونگ أن يطلب السماح من والده، لكن والده كان غاضباً بشدة حيث قتل رسل ابنه إليه. حاول تايجونگ مرة أخرى واستطاع مقابلة أبيه لكن تايجو رمى بالختم الملكي لابنه ثم غادر ليقيم في قرية أخرى بعيداً عن ابنه. بدأ تايجونگ إصلاحاته عندما سيطر على الحكومة في عهد أخيه حيث قام بتحويل الجيش إلى نظام مركزي بإلغاء الجيوش الخاصة والتي كان النبلاء والوزراء وأفراد من الأسرة المالكة يستخدمونها، ثم قام بضمهم إلى مقرات الجيوش الثلاثة.
بعد ذلك قام تايجونگ بإنشاء ويجونگبو(8) حيث كانت القرارات السياسية في عهد گوريو تمر على المسؤولين أولاً بدل الملك، لكن تايجونگ ألغى هذا الأمر وأجبر الجميع على عرض الأمور السياسية في المجلس ليطلع عليها الملك ويتخذ هو القرار، وقد ساهم هذا الأمر في تقوية السلطة المطلقة للملك وإنشاء حكومة مركزية. كما قام تايجونگ أيضاً بإصدار قانون لاستخدام العملات الورقية في سنة 1401. تخلى الملك عن فكرة العملات الورقية بعد شهرين فقط لكنه عاد ليحاول تطبيقها مرة أخرى في سنة 1410. فشل الملك أيضاً في هذه المرة لأن التجار والأغنياء أرادوا إبقاء نظام المقايضة.
قام تايجونگ أيضاً بإنشاء قانون هوباي.(9) حيث يلزم القانون جميع الذكور بين سن الخامسة عشر والسبعين أن يصنع شارته الخاصة ويحفر عليها تاريخ ومكان ولادته ثم يصدقها لدى المكاتب الحكومية. كما قام بمراجعة قانون ضرائب ملكية الأراضي مما مكنه من اكتشاف أملاك الآخرين المخفية عن الحكومة.
قام تايجونگ أيضاً بقتل أقاربه ومساعديه في سبيل تعزيز السلطة الحاكمة. حيث قام بإبعاد الملازمين العسكريين وجميع أصهاره من الملكة وونگيونگ والذين لعبوا دوراً مهماً في حصوله على العرش. قام تايجونگ أيضاً بعد تنازله عن العرش بقتل أصهار ابنه الملك سيجونگ خوفاً من أثر سلطة الأصهار على الحكومة.
قام تايجونگ باختيار ابنه الثالث الأمير تشنگنيونگ كولي عهده بدلاً من ابنيه الأولين. وفي سنة 1418 تنازل تايجونگ عن عرشه لصالح ابنه ليبقى بعدها كمساعد شخصي لولي العهد حتى وفاته في سنة 1422. ولي العهد أصبح يعرف باسم الملك سيجونگ العظيم.

#### الملك العظيم سيجونگ
أول أعمال الملك بعد صعوده للعرش هي حملة گِهَاي الشرقية في سنة 1419 بقيادة الملك السابق تايجونگ والذي هدف لتأديب القراصنة اليابانيين، حيث توجهت الحملة نحو جزيرة تسوشيما، وانتهت بتوقيع معاهدة گِهَاي. بعد ذلك قام الملك بتوسيع الحدود الشمالية لما يعرف اليوم بنهر دومان ونهر أمنوك. ولتأديب الجورشن، قام الملك بإرسال كم جونگ سو(10) لإنشاء ست حاميات وحصون(11) وهي حصن جونگسونگ، وحصن أونسونگ، وحصن هويريونگ، وحصن گيونگوون، وحصن گيونگهنگ، وحصن بريونگ، وذلك في حوض نهر دومان في مقاطعة هامگيونگ الشمالية الشرقية. كما قام الملك بمنع غزوة من الجورشن عندما أمر تشوي ين دوك ببناء أربع قيادات عسكرية في منتصف روافد نهر أمنوك وهي قيادة يويون، وقيادة جاسونگ، وقيادة متشانگ، وقيادة وويي.

إحدى صفحات كتاب هنمنجونگوم

كعالِم هو أيضاً، فإن سيجونگ دعم المعرفة والتعليم، وقام بالعديد من البحوث حول الإرث الثقافي والاقتصادي والسياسي لكوريا. ويمثل اختراع الألفبائية الكورية الهانگل ووصفها في هنمنجونگوم(12)قمة الإنجازات في عهده. أراد الملك باختراعه هذا أن يساعد شعبه في التواصل عبر طريقة سهلة بدلاً من نظام الكتابة الصيني المعقد. انتهت بحوث الملك مع العلماء في سنة 1443. ورغم المعارضة الشديدة من العلماء الكونفشيوسيين الذين رأوا في الهانگل خطراً على التعليم القائم على نظام الكتابة الصينية، رغماً عن المعارضة أمر الملك بكتابة الأشعار الشهيرة والعبارات الدينية والأمثال المعروفة بواسطة الهانگل للمساعدة في نشرها بصورة أسرع.
دعم الملك العديد من الاختراعات مثل الممطار، والساعة المائية. كما قام في سنة 1420 بإنشاء قاعة المستحقين،(14) والتي من خلالها كان يناقش السياسات مع العديد من المسؤولين. وفي عهده ازدهر نشر الكتب بشكل كبير نتيجة تطور الطباعة.
كنتيجة للإنجازات التي قام بها الملك فقد قامت اليونسكو بتسمية جائزتها لمحو الأمية باسمه في سنة 1989، «جائزة الملك سيجونگ لمحو الأمية التابعة لليونسكو». أصبح سيجونگ واحداً من ملكين من ملوك كوريا اللذين أعطيا لقب الملك العظيم(15) من قبل المؤرخين.

#### انقلاب الأمير سيانگ
بعد وفاة الملك سيجونگ العظيم في سنة 1450 أصبح ولي عهده منجونگ ملكاً على جوسون. لكن الملك مات بعد سنتين فقط ليصبح ابنه دانجونگ ذو الإثني عشر عاماً ملكاً. كان هوانگبو إن والجنرال كم جونگ سو مسؤولين عن نصح الملك دانجونگ بطلب من الملك السابق وهو على فراش موته، حيث سيطر الاثنان على السلطة في حين كان دانجونگ ملكاً بالاسم.
كان الأمير أنبيونگ والأمير سيانگ أعداء وقادرين على الإدارة بشكل فعال. الأمير أنبيونگ كان متعلقاً بالعلوم ومعلماً للخط، في حين كان الأمير سيانگ مهتماً بالشؤون العسكرية لدرجة إكماله لكتاب «يوكداي بيونگيو»(16) مع گوون نام وأظهر رغبة قوية في الحصول على السلطة. كان الأمير سيانگ أكبر أبناء الملك سيجونگ الأحياء آنذاك ولم يستطع ترك الأمور السياسية تضعف سلطة الأسرة الملكية.
خوفاً من قوة الأمير سيانگ، قام هوانگبو إن وكم جونگ سو بالتقرب من الأمير أنبيونگ. لكن في سنة 1453 قام الأمير سيانگ بانقلاب استطاع من خلاله قتل الوزيرين ثم نفي أخيه ليستصدر أمراً ملكياً فيما بعد يجبر الأمير أنبيونگ على شرب السم بدعوى أنه حاول الانقلاب على الملك دانجونگ. هذا الانقلاب سمي «مذبحة سنة گي يو». قوة الأمير سيانگ التي اكتسبها من خلال الانقلاب دعت الملك دانجونگ ليتنازل عن عرشه في سنة 1455 لصالح عمه الذي أصبح يعرف باسم الملك سيجو.
بعض علماء «قاعة المستحقين» رأوا أن أفعال الملك سيجو غير عادلة لذلك دبروا عملية عسكرية لإعادة الملك دانجونگ على عرشه. هذه المجموعة ضمت خمسة علماء ومسؤولاً عسكرياً هم سونگ سام من، وباك باينگ نيون، وإي گاي، وها وي جي، ويو سونگ وون، ويو أنگ بو. أشير إلى هؤلاء الستة لاحقاً باسم «الوزراء الستة الشهداء». كشفت المؤامرة مبكراً وأعدم جميع المدبرين وبالإضافة إلى ذلك فقد قام الملك سيجو بتخفيض رتبة الملك دانجونگ إلى أمير وأصبح يعرف باسم نوسان گن(17) ثم نفاه إلى مكان بعيد في سنة 1457 ليمنعه من العودة، ولكن في نهاية المطاف أصدر الملك أمراً للملك المخلوع بشرب السم حيث توفي في 24 ديسمبر من نفس السنة.

#### تنظيم المؤسسات والازدهار الثقافي
بعد وفاة الملك سيجو، تولى ابنه ييجونگ ذو الثمانية عشر عاماً عرش المملكة وحكمت والدته الملكة جونگهي كوصية على العرش. بعد أن استلم الملك الحكم كشف وزير الحرب الرابع عن مؤامرة ضد الملك واتهم بها نام إي أحد الوزراء السابقين وابن عمة الملك، وأنه كان يخطط لوضع ابن أحد أحفاد الملك تايجونگ على العرش، وانتهت هذه الاتهامات بإعدام أربعين رجلاً. لم يستمر ييجونگ في الحكم وتوفي بعد أربعة عشر شهراً من توليه الحكم، وذلك في سنة 1469. بعد وفاة ييجونگ قامت الملكة جونگهي باختيار حفيدها سونگجونگ ليصبح ملكاً وهو في سن الثالثة عشر. في عهد سونگجونگ ازدهر نشر الكتب بسبب الطرق الحديثة التي أوجدت للطباعة. وفي سنة 1478 أنشأ الملك مكتب المستشارين الخاص ليتناقش معهم حول سياسات ومبادئ الملك. قام الملك سونگجونگ بمحاولات لزيادة القوة الملكية عن طريق إضعاف قوة طبقة النخبة السياسية بإدخال فصيل سياسي يدعى سارم إلى الحراك السياسي، ومع أن أعضاء الفصيل فقدوا قوتهم أحياناً إلا أنهم سرعان ما استعادوها مرة أخرى. دخلت جوسون خلال عهد الملك عصراً ذهبياً وخصوصاً عندما انتهت كتابة الدستور الوطني گيونگُك دايجون(18)، وذلك في سنة 1485.

#### يونسان، وجنگجونگ، ومذابح العلماء

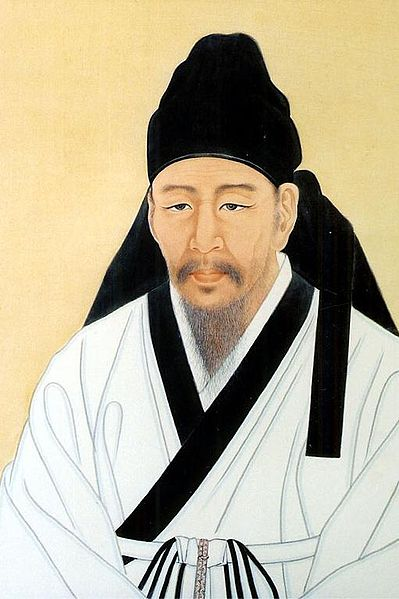
كم جونگ جك والذي شكلت كتاباته أساساً للمذبحة الأولى.

سقط الملك سونگجونگ مريضاً ومات في سنة 1494 ليخلفه ابنه يونسان. واجه يونسان العديد من المشاكل بعد توليه الحكم فواجهته بعد توليه العرش مباشرة مشكلة الشعائر البوذية لوفاة الملك والذي لم يترك أثراً لما يجب فعله وخصوصاً أن الملك سونگجونگ لم يكن بوذياً، لكن هذا الأمر أنهته الملكة تشونگهيون زوجة سونگجونگ الثالثة بأن الملك كمن سبقه من الملوك يجب أن تقام له الشعائر. نتيجة لما سبق، قام تشو يو هيونگ بقيادة مئة طالب من المعهد الوطني وهاجم البوذية لاختلافها عن أسس المعهد، وبعد انتهاء الشعائر أمر يونسان بحبس تشو يو هيونگ والطلاب معتبراً إياهم طامعين في السلطة وعاقبهم.
حدثت أول الصراعات الكبرى في عام 1498 عندما أُعدم الكثير من العلماء، والسبب في ذلك أن أحد المؤرخين الملكيين ويدعى كم إل سون اتهم إي گك تون بسوء التصرف والتحزب السياسي. بدأ إي في التخطيط لانتقامه بمراجعة جميع ما كتبه كم إل سون حتى وجد عبارات عن الملك سيجو، اعتبرها إي كافية للتهم وبدأ بعدها بتجهيز تهمه. في يوليو من عام 1498 اجتمع المتآمرون مع يونسان في اجتماع خاص، انتهى الاجتماع وأمر يونسان بإحضار جميع كتابات كم إل سون إليه. لعشرة أيام كان الملك يراجع السجلات التاريخية وذلك أثناء إحضار كم إل سون من موطنه. بعد إحضار كم بدأت المحاكمة بمراجعة السجلات قطعة قطعة، اعترف خلالها كم بأنه كتب أفعال الملك سيجو الصحيحة والخاطئة، وعندما اتُهم كم بأنه كتب عن الوزراء الستة الشهداء بشكل يجعلهم مستحقين للمدح، لم يزد القول على أنهم كذلك بالفعل. استمرت التحقيقات وبدأ كم يظهر مصادره التي اعتمد عليها عند كتابة السجلات. بعد انتهاء التحقيقات طلب القائم على التحقيق من الملك معاقبة جميع من لهم صلة بهذه القضية وحتى الأموات منهم على أنها تهمة خيانة عظمى، كما طلب أيضاً إحراق جميع كتب كم جونگ جك، أحد مصادر كم إل سون في سجلاته وهو ما وافق عليه الملك. أصدر الملك بعد ذلك عقوبة على كم جونگ جك الميت، حيث أخرجت عظامه وكسرت. بعد ذلك أمر الملك بإحضار جميع أتباع كم وسجنهم ثم معاقبتهم إما بالإعدام أو الطرد من مناصبهم، وفي نهاية الأمر انقلب الأمر حتى على إي گك تون حيث أبعد من منصبه لأنه لم يبلغ الحكومة مباشرة بما وجده. بعد ذلك تجمع الطلبة في المناطق البعيدة عن العاصمة مدعين أن كم وأتباعه كانوا بريئين فأعدم ثلاثة منهم وعذب البقية. عرفت هذه المذبحة باسم «مذبحة التاريخ» أو «مذبحة التطهير الأولى».
أفعال الملك يونسان أصبحت غير متوقعة، ففي سنة 1503 قام إي سي جوا وزير الشعائر بسكب شرابه على الملك خطأ أثناء أحد الاحتفالات فاعتبرها الملك جريمة وطرده مع ثلاثة من أبنائه من مناصبهم ونفاهم. بعد هذه الحادثة بستة أشهر طلب الملك من هونگ گوي دال حاكم مقاطعة گيونگي أن يرسل إحدى حفيداته لتصبح ضمن نسائه، وعندما لم يستطع ابنه أن يرسل إحدى بناته وحاول الدفاع عن ابنه قام الملك بإبعاده عن منصبه ونفيه مع أهله. وفي يناير من عام 1504 أزال الملك جميع العقوبات عن إي سي جوا، وما أن وصل إي إلى القصر ليشكر الملك حتى عاقبه مرة أخرى ثم عاقب مسؤولين آخرين لأنهم لم يستطيعوا الدفاع عن حرية إي، وبعد ذلك أمر الملك الوزير بشرب السم، وعندما مات أمر الملك بقطع رأسه وأن يطاف به في أنحاء المملكة ثم تطحن عظامه وتفرق مع الريح.

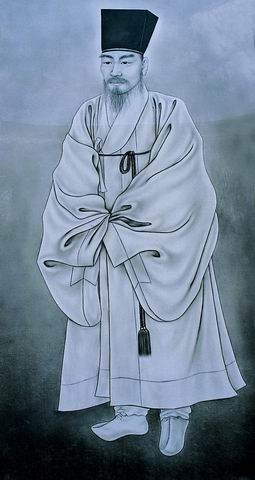
لوحة مرسومة لجو گوانگ جو.

بعد فترة غير طويلة علم الملك بأمر كان له الأثر الشديد على الحكومة، حيث قدم أحد أصهار الملكين السابقين تقارير للملك حول وفاة والدته المخلوعة يُن. الملك كان عمره آنذاك 4 سنوات ولم يعلم أن والدته في الواقع طردت من منصب الملكة لتخفض رتبتها إلى رتبة العوام ثم لتموت بشرب السم. هذا الأمر أغضب الملك بشدة وأمر بمعاقبة جميع من له صلة قريبة أو بعيدة بوفاة والدته سواء أكان حياً أو ميتاً. قام يونسان في البداية بمعاقبة اثنتين من محظيات والده وأبنائهما وبناتهما وأزواجهم وعائلاتهم، حيث أمر الملك بضربهم حتى الموت، وساهم هو في ذلك بنفسه، ثم قطع جثثهم وتمليحها ورميها بالخارج. أعدم يونسان وعاقب المئات من المسؤولين وأهاليهم وكل من له صلة بوالدته بأشد العقوبات. لم تتوقف هذه المذبحة عند هذا الحد بل قام الملك بمعاقبة كل من انتقده سابقاً. عرفت هذه المذبحة باسم «مذبحة 1504». في سبتمبر من عام 1506 قام من تبقى من المسؤولين بجمع قواتهم ثم خلع الملك ومعاقبته ونفيه لخارج العاصمة ثم تعيين أخيه غير الشقيق الأمير يوك كملك باسم الملك جنگجونگ.
بعد تولي جنگجونگ العرش طالبه الذين ولوه على العرش بإبعاد زوجته الأولى الملكة دانگيونگ وهي إحدى قريبات زوجة المخلوع يونسان الملكة المخلوعة شن حيث وافق الملك على ذلك. مضت سنوات حكم الملك وظهر خلالها جو گوانگ جو كمصلح في الدولة. وفي سنة 1518 أراد الملك بدعم من المسؤولين إرسال حملة عسكرية لمعاقبة قبائل الجورشن التي أخافت سكان المناطق الشمالية، ولكن جو أصاب الجميع بالدهشة عندما قال أن هذا الأمر ما هو إلا شيء مخجل أن يفعله الحاكم، ورغم معارضة المسؤولين ووزير الحرب إلا أن الملك ألغى الحملة العسكرية. بحلول منتصف سنة 1519 كان جو قد استطاع وضع الكثير من أتباع فصيله السياسي داخل الحكومة، واستطاعوا إصلاح العديد من الأمور السياسية بشكل سريع. آخر محاولات الإصلاح التي قاموا بها هي طمس السجلات التي تظهر الخدمات التي قام بها المسؤولون الذين عينوا الملك.
لعب معارضوا جو ممن عينوا الملك دورهم ونشروا الإشاعات في أنحاء القصر أن الرأي العام أصبح يتجه ناحية جو، ثم أخبروا الملك والذي أصبح بالفعل خائفاً على نفسه بأن هناك مؤامرة عسكرية تحاك ضده. وفي 15 نوفمبر 1519 قدم المسؤولون المعارضون لجو اتهاماتهم للملك، وفي نهاية الأمر أصدر الملك أمره بأن يقتل جو نفسه، وأن يعاقب أتباعه، وبحلول سنة 1521 كانت إصلاحات جو قد ألغيت أو أوقفت. عرفت هذه المذبحة باسم «مذبحة 1519».
مضى عهد الملك جنگجونگ بعد ذلك بدون شيء يذكر، سوى أن الملك قام بتعيين جانگ گم كالطبيبة الملكية الأولى والوحيدة. توفي الملك في سنة 1545.

### العهد الأوسط للمملكة

#### الصراع السياسي بين الفصائل

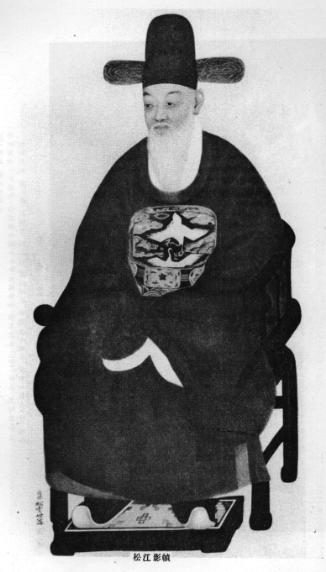
جونگ تشول رئيس الفصيل الغربي.

بعد وفاة الملك جنگجونگ تولى ابنه إنجونگ - ابن الملكة جانگيونگ - الحكم، لكنه لم يستمر طويلاً حيث توفي بعد عدة أشهر ليتولى أخوه غير الشقيق ميونگجونگ الحكم وتكون والدته الملكة منجونگ وصية عليه. قبل وفاة الملك جنگجونگ انقسم السياسيون إلى فصيلين، تمركز كل منهما حول إخوة إحدى الملكتين. عندما تولى إنجونگ الحكم سيطر خاله ين إم وفصيل ين الكبار - من علماء الكونفشيوسية البعيدين عن العاصمة - على السلطة، ولكن وفاة إنجونگ المفاجئة وتولي أخاه ميونگجونگ جعلت فصيل ين الصغار - ممن نشأ في العاصمة - بقيادة ين وون هيونگ يسيطرون على السلطة. قام فصيل ين الصغار باتهام ين إم وفصيله بمحاولة اغتيال الملك ميونگجونگ، حيث قتل الكثير من علماء الكونفشيوسية فيما عرف باسم مذبحة سنة 1545.

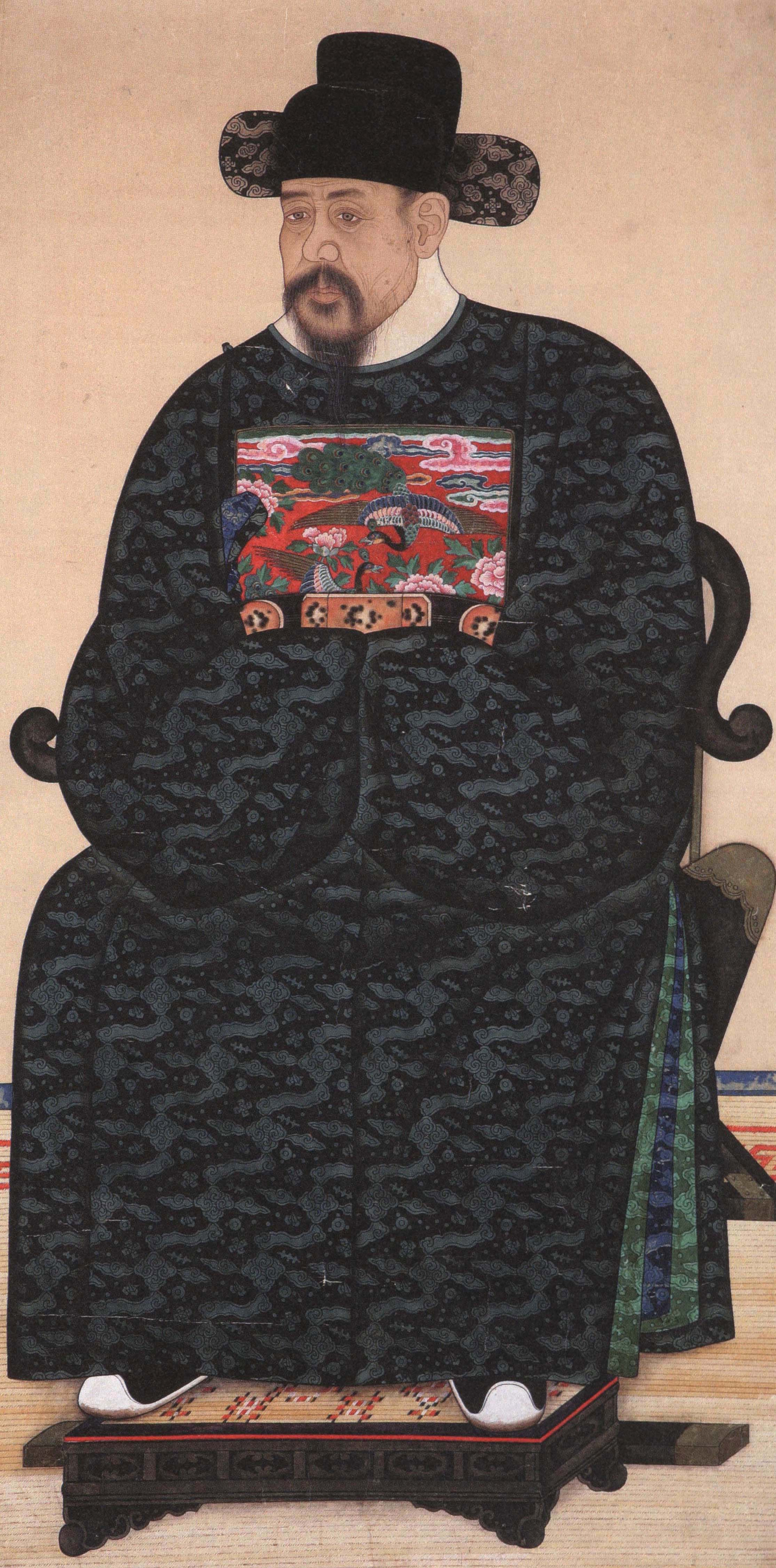
إي سان هاي المخطط لإبعاد الفصيل الغربي.

عانى علماء الكونفشيوسية من هزائم سياسية عديدة، ولكنهم استطاعوا بعد ذلك أن يعيدوا أنفسهم إلى السلطة. لكن جوسون عانت من الصراع السياسي بين فصائلها، حيث أصبحت الفصائل المحرك الأساسي للسياسات. بدأ الصراع السياسي في عهد الملك سونجو خليفة ميونگجونگ، حيث انقسم السياسيون في وقته إلى فصيلين الأول باسم الغربيين بقيادة شم ووي گيوم والذي عاش في غرب العاصمة، والثاني باسم الشرقيين بقيادة كم هيو وون والذي عاش في شرق العاصمة. بدأ الصراع بين الاثنين حول منصب تشولانگ الحكومي - من المستوى الخامس والسادس - والذي يتيح لصاحبه أن يرشح ويختار أصحاب المناصب من مستويات أقل. كان كم في البداية حاملاً لهذا المنصب وعارض تعيينه شم لكنه استطاع البقاء في منصبه، بعد ذلك أصبح الأخ الأصغر لشم حاملاً لهذا المنصب وعارض كم هذا الأمر ونجح في إبعاد شم الأصغر وبذلك بدأ المسؤولون الحكوميون بالانقسام حول هذين الرجلين. استمر التوازن السياسي بين الفصيلين حتى سنة 1589 حين قام الغربيون بقيادة جونگ تشول باتهام جونگ يو رب أحد أعضاء الفصيل الشرقي بالخيانة العظمى، والتي أدت لقتل الكثير من أعضاء الفصيل فيما عرف باسم تمرد جونگ يو رب.
بعد سنتين من الحادثة السابقة وبخطة من إي سان هاي من الفصيل الشرقي لإبعاد جونگ تشول، طلب الغربيون من الملك أن يعين ولياً للعهد وهو ما أغضبه وجعله يبعدهم عن السلطة، ولكن الشرقيين انقسموا حول طريقة معاقبة جونگ تشول وأتباعه، فقد انقسموا هم أيضاً إلى فصيلين سياسيين هما الفصيل الشمالي والذين طالبوا بعقوبة صارمة والفصيل الجنوبي الذي رأى أن عقوبة معتدلة ستكون كافية، واستطاع أن يبرز الفصيل الشمالي على حساب الجنوبي لكنه انقسم مرة أخرى حول مسألة تعيين هونگ يو شُن كمفتش عام، حيث انقسموا إلى فصيلين هما الفصيل الشمالي الأكبر والفصيل الشمالي الأصغر. صراع الفصائل كان صراع حياة أو موت بين الفصائل السياسية المتحاربة، حيث ينقسم المنتصرون بينهم في حين يتجه المهزومون إلى المناطق البعيدة لتقوية أنفسهم وإحاطتها بالأقارب والأتباع من أجل الدعم. كان هذا الصراع سبباً في هزائم جوسون خلال حرب السنوات السبع مع اليابان.

#### الغزوات اليابانية المبكرة

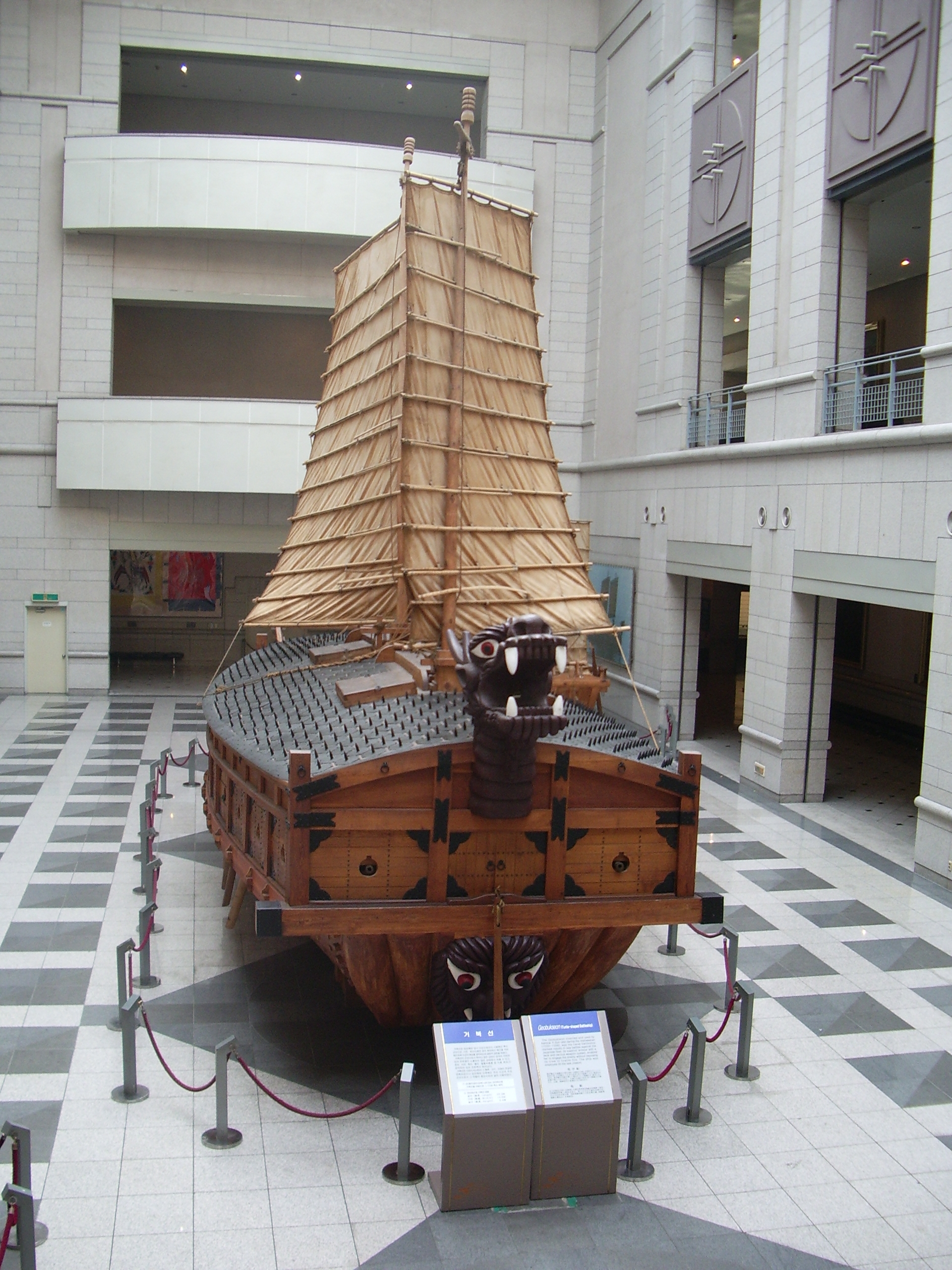
نموذج للسفينة السلحفاة.

في خضم الخلاف السياسي في جوسون، استطاع تويوتومي هيده-يوشي أن يصل إلى القوة وأن يكون أحد موحدي اليابان. لم تتوقف أطماع هيده-يوشي إلى هذا الحد فقرر غزو القارة الآسيوية عابراً من جوسون إلى مينگ الصين. بدأت الغزوة الأولى في 23 مايو 1592 وصل اليابانيون إلى مدينة بسان واستطاعوا السيطرة عليها وقتل الكثير من سكانها.
استطاع اليابانيون بعد الذلك الزحف باتجاه العاصمة هانسونگ(1) وقاموا بفتح أسوارها لكنها كانت خالية، حيث هرب أتباع الملك أولاً بعد أن سرقوا الخيول من الإسطبل الملكي تاركين الملك مع خيول المزارع ليهرب قبل ليلة واحدة، كما أن المزيد من القوات اليابانية دخلت للبر الكوري في نفس الوقت. بعد سقوط العاصمة توجهت القوات اليابانية صوب بيونگيانگ لكنهم لم يستطيعوا عبور نهر تايدونگ، وفي الليل قام الكوريون بمهاجمة اليابانيين ولكن اليابانيين هاجموا مؤخرة الجيش الكوري والذي هرب اتجاه المدينة، الجيش الياباني بدأ بمراقبة طريقة الكوريين في عبور النهر وعندما أتى صباح الثالث والعشرين من يوليو هاجموا المدينة ودخلوها ليجدوا أن الجيش الكوري وسكان المدينة هربوا منها تاركينها بما فيها، حيث وجدوا ما يقارب من 100 ألف طن من الحبوب والإمدادات العسكرية بها.
بعد أن ضمن اليابانيون بيونگيانگ، حاولوا الوصول إلى أراضي الجورشن شمال جوسون جاعلين مياه نهر يالو خط إمداد لهم، لكن إي سن شن استطاع تدمير السفن الناقلة للقوات والإمدادات، مما جعل اليابانيين يغيرون رأيهم بشأن احتلال الصين. بعد ذلك استطاع إي سن شن باستخدام سفينة السلحفاة وغيرها من تدمير العديد من السفن اليابانية وسفن الإمدادات. استطاعت القوات الكورية طرد اليابانيين من بيونگيانگ وسول وإرجاعهم إلى بُسَان بمعاونة القوات الصينية.
الغزوة الثانية بدأت في سنة 1597 بهدف احتلال كوريا، حيث وقعت بعض المعارك بين الجيشين الياباني والكوري، لكن مجلس الشيوخ الخمسة أمر بانسحاب جميع القوات اليابانية لوفاة هيده-يوشي في 18 سبتمبر 1598. بدأت أسرة سو المسيطرة على جزيرة تسوشيما محاولة لإعادة العلاقات مع كوريا حيث نجح المبعوثون في سنة 1601 في طلب إعادة العلاقات مع كوريا والتي وافقت بشرط إعادة جميع الأسرى الكوريين.

#### غزوتا المانشو (الجورشن)
بعد وفاة الملك سونجو وخلع ابنه الملك گوانگهاي وتعيين إنجو ملكاً على البلاد، أصبحت جوسون في أزمة سياسية بسبب توتر العلاقات بين سلالتي تشينگ ومينگ الصينيتين. بعد وفاة نورهس في سنة 1626 تولى ابنه هونگ تاي تشي حكم شعب الجورشن(19) ثم أمد أحد أقربائه يدعى آمين بجيش قوامه 30 ألف رجل للهجوم على جوسون في يناير من عام 1627. عبرت قوات آمين نهر أمنوك أثناء تجمده ثم دمرت قوات جوسون والجنرال ماو وينلونگ أحد جنرالات سلالة مينگ الموجودة في مقاطعة بيونگان. نتيجة للهجوم السريع فقد هرب الملك إنجو إلى جزيرة گانگهوا ثم أرسل طلب سلامٍ إلى آمين والذي قبل أن تتراجع قوات المانشو مقابل توقيع اتفاقية أخوة بين الدولتين. في سنة 1336 أعلن هونگ تاي تشي نفسه امبراطوراً وأعاد تسمية دولته باسم تشينگ العظمى بدلاً من جِن الأخيرة، لكن الملك إنجو لم يرسل مبعوثين لتهنئة هونگ حاكم «الدولة الشقيقة» لجوسون مما أغضبه وجعله يرسل لجوسون رسالة مفادها أن عليها أن تتصرف كدولة تابعة.
تجاهل الملك إنجو رسالة هونگ ولم يقابل مبعوث تشينگ مما أُعْتُبِرَ تحدياً لسلالة تشينگ. قام هونگ بقيادة جيش قوامه 100 ألف رجل لغزو جوسون. هربت الأسرة الملكية مع عائلات أتباع الملك إلى جزيرة گانگهوا، لكن الملك وأتباعه لم يستطيعوا الهرب فتحصنوا داخل قلعة جبل نامهان مع مؤن تكفي لخمسين يوماً. لم تبدأ قوات تشينگ بالهجوم بل انتظرت حتى تنتهي المؤن، وفي نفس الوقت أُرْسِلَ جزء من الجيش إلى الجزيرة حيث أسر جميع أفراد الأسرة الملكية وعائلات أتباع الملك. بعد 45 يوماً من الحصار، خرج الملك إنجو وأعلن الطاعة إلى دولة تشينگ، حيث ركع ثلاث مرات وانحنى تسع مرات أمام هونگ. كتبت تشينگ شروط الصلح، حيث أوجبت أن تقطع جوسون علاقتها مع سلالة مينگ، وأن تعلن أنها دولة تابعة لتشينگ، وأن ترسل أميرين من أمرائها كرهائن، وأن تشارك قوات جوسون كقوة مساندة أثناء الحروب، وأن ترسل جوسون جزية سنوية إلى تشينگ. أرسلت جوسون الأمير بونگرم وولي العهد سوهيون كرهائن. اعتبر الكونفشيوسيون في جوسون أن خدمة تشينگ البربريين هو أمر مخز.

### العهد الأخير للمملكة

#### السلام الخارجي والصراع الداخلي

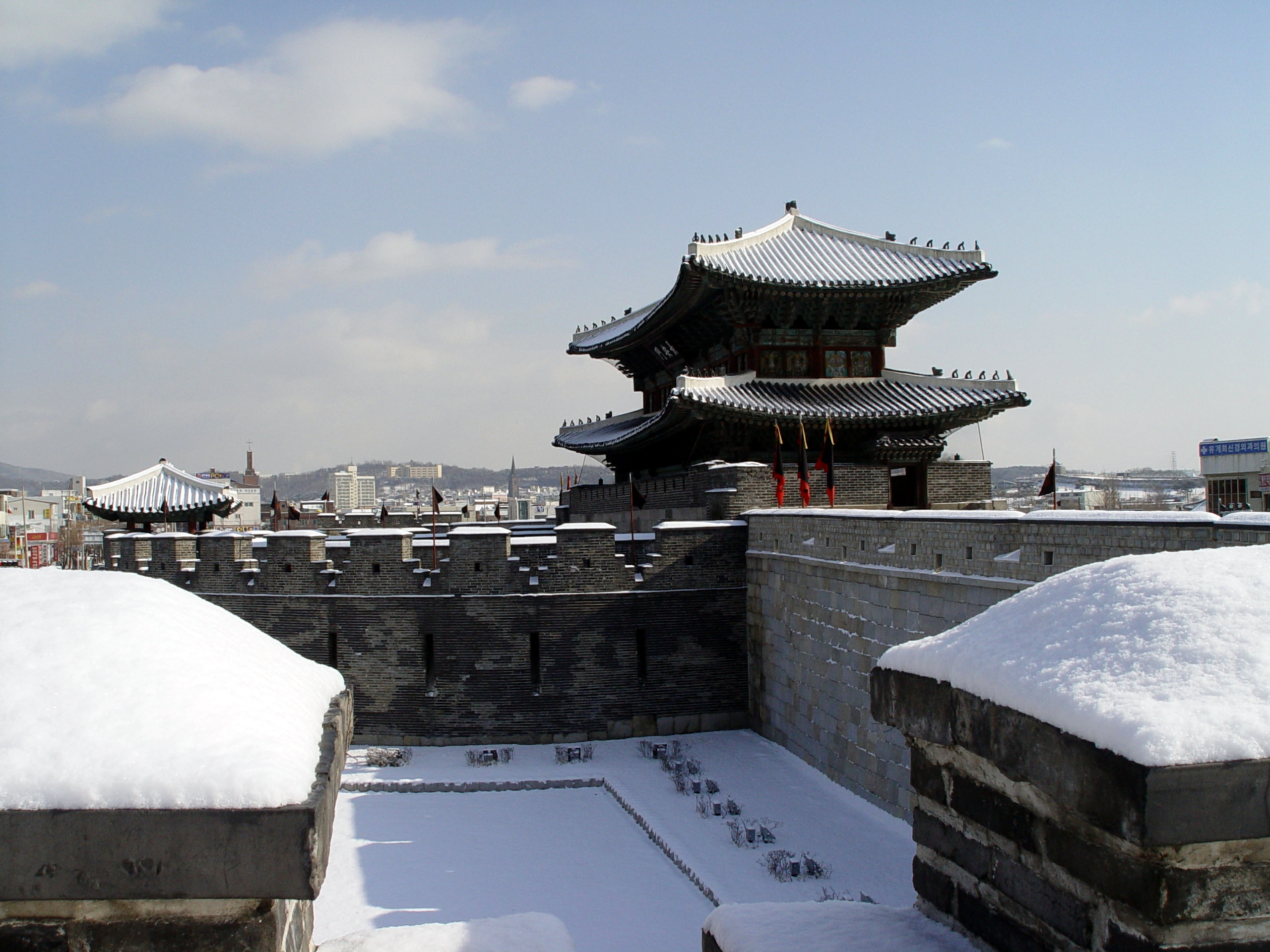
جزء من قلعة هواسونگ بمدينة سوون.

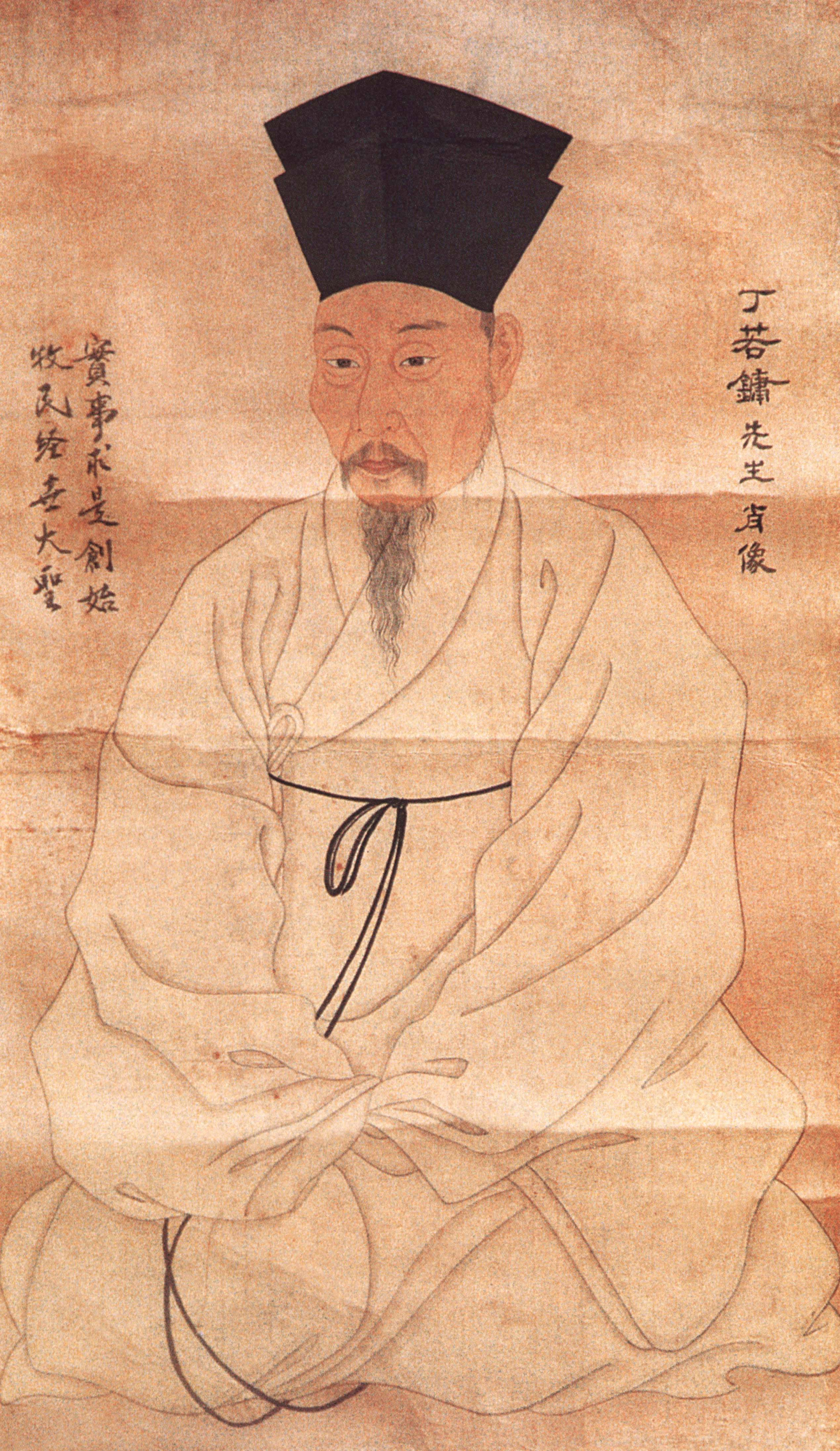
لوحة لجونگ ياك يونگ.

تجلت المشاكل السياسية مرة أخرى في المملكة بعد وفاة الملك هيوجونگ ابن الملك إنجو، وذلك حينما وقع الصراع بين الفصائل السياسية، بين سونگ شي يول وين هيو حول مدة العزاء التي يجب أن تقضيها الملكة جانگريول زوجة إنجو الثانية. استمر النزاع بعد ذلك طوال عهد الملك هيونجونگ (1659~1674) والملك سكجونگ (1674~1720) والملك گيونگجونگ (1720~1724)، حيث انتصر الفصيل الغربي على حساب الفصيل الجنوبي في مسألة العزاء سنة 1660، ثم استطاع الجنوبيون الانتقام في سنة 1674 من الغربيين، وفي سنة 1680 استطاع الغربيون الانتقام من الجنوبيين، وبعد ثلاث سنوات انقسم الغربيون إلى قسمين هما: فصيل نورون(20) وفصيل سورون.(21) في سنة 1689 انتقم الجنوبيون من فصيل نورون، ولكنه عاد لينتقم منهم في سنة 1694، لكن الصراع السياسي انتهى بسيطرة فصيل سورون على الحكومة في سنة 1721 وسنة 1722.
مضى عهد الملك يونگجو (1724~1776) بدون أحداث مهمة سوى حادثة ابنه ولي العهد سادو والذي كان يعاني من مرض عقلي جعل والده يأمره بقتل نفسه. رغم رفض الأمير، إلا أن يونگجو لم يتردد في قتل ابنه لوجود حفيد ملكي يمكن أن يصبح الملك التالي، ولذا أمر الملك يونگجو بإحضار صندوقٍ خشبيٍ كبيرٍ إلى قصر ولي العهد ثم أمر بحبسه داخله ليموت بعد ثمانية أيام. بعد ستة عشر عاماً، تولى جونگجو ابن سادو الحكم والذي اختار أن يلقي اللوم على الفصائل السياسية في موت والده، ولذلك أعاد سياسة من عهد جده تعرف باسم «تانگبيونگ»(22)، ودرب العديد من العلماء الجدد. في القرن الثامن عشر، دخل العديد من العلماء الصغار إلى البلاط بفلسفة جديدة تعرف باسم سِلهاك(23) والتي تبناها العديد من العلماء لطريقتها في الوصول بطريقة عملية إلى دولة كونفشيوسية تعرف باسم «گيونگسيهاك». في سنة 1776، أنشأ الملك جونگجو المكتبة الملكية(24) حيث أدخل إليها العديد من العلماء الذين طلب منهم أن ينصحوه عند اتخاذ القرارات. أحد هؤلاء العلماء هو جونگ ياك يونگ والذي استطاع تطوير مدرسة سِلهاك بالتقنيات التي أخذها من الغرب الأوروبي والذين أصبح لهم وجود كبير في كوريا. أحد الأحداث المهمة في عهد الملك هو بناء قلعة هواسونگ(25) والتي ضمت رفات والده الأمير سادو، والتي صممها جونگ نفسه.

#### صراع عشيرة كم أندونگ على السلطة

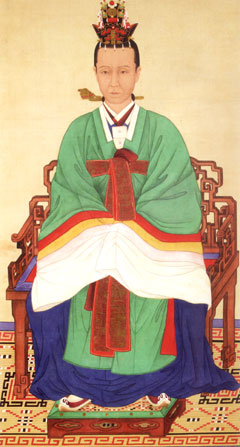
الملكة شنجونگ.

بعد وفاة الملك جونگجو، تولى ابنه الملك سنجو ذو العشرة أعوام الحكم، وأصبحت ابنة كم تشو سن زوجة له في سنة 1802 والتي أصبح والدها شخصية مهمة في عهد زوجها. قام الملك سنجو لمجابهة قوة عشيرة كم أندونگ بتزويج ولي عهده هيوميونگ من ابنة تشو مان يونگ من عشيرة تشو بنگيانگ. جرت الأمور على عكس ما أراد لها الملك سنجو وتوفي ولي عهده قبله جاعلاً ابنه الأصغر وريثاً للعرش. عندما توفي الملك سنجو في سنة 1834 أصبحت زوجته الملكة سنوون من عشيرة كم أندونگ وصية على الملك هونجونگ ذي الثمانية أعوام. اختارت الملكة سنوون زوجة لهونجونگ من عشيرتها، مع ذلك فإن القوة السياسية بدأت تميل لعشيرة تشو بنگيانگ خصوصاً بعد المذبحة التي وقعت بمسيحيي كوريا. بعد وفاة كم تشونگ گن رئيس عشيرة كم أندونگ في سنة 1840، ألغت الملكة الوصاية على الملك. بعد وفاة الملك هونجونگ استطاعت الملكة العودة للوصاية لعدم وجود أبناء للملك، حيث تبنت أحد أفراد الأسرة الملكيين والذي أصبح يعرف باسم الملك تشولجونگ والذي كان في التاسعة عشر من عمره لكنه لم ينفرد بالحكم، وفي هذه الفترة دخل العديد من ذكور عشيرة كم أندونگ إلى الحكومة واختيرت الملكة تشورِن زوجة للملك. خلال عهد تشولجونگ كان المعارضون الأساسيون لعشيرة كم أندونگ من الأسرة الملكية، حيث تآمر أحد الأفراد لإقالة الملك لكن مؤامرته فشلت. في نفس الوقت، بدأ إي ها أنگ(26) بتقوية نفسه وإبعاد الشبهات السياسية عنه.
فقدت عشيرة كم أندونگ شيئين مهمين للاحتفاظ بسلطتهم وهما قوة الملكة الأرملة والتي توفيت ووريث الملك الذي لم تستطع الملكة تشورِن إنجابه. الملكة شنجونگ زوجة ولي العهد هيوميونگ أصبحت أكبر أفراد الأسرة الملكية واستطاعت في سنة 1864 بمعاونة إي ها أنگ تعيين ابنه الثاني گوجونگ ملكاً حيث أعلنت أنه سيصبح ابناً متبنً لزوجها وليس للملك تشولجونگ لتكون وصية على الملك الجديد بدلاً من زوجة الملك تشولجونگ من عشيرة كم أندونگ.

### نهاية المملكة

#### فترة الوصاية والتدخلات الدولية

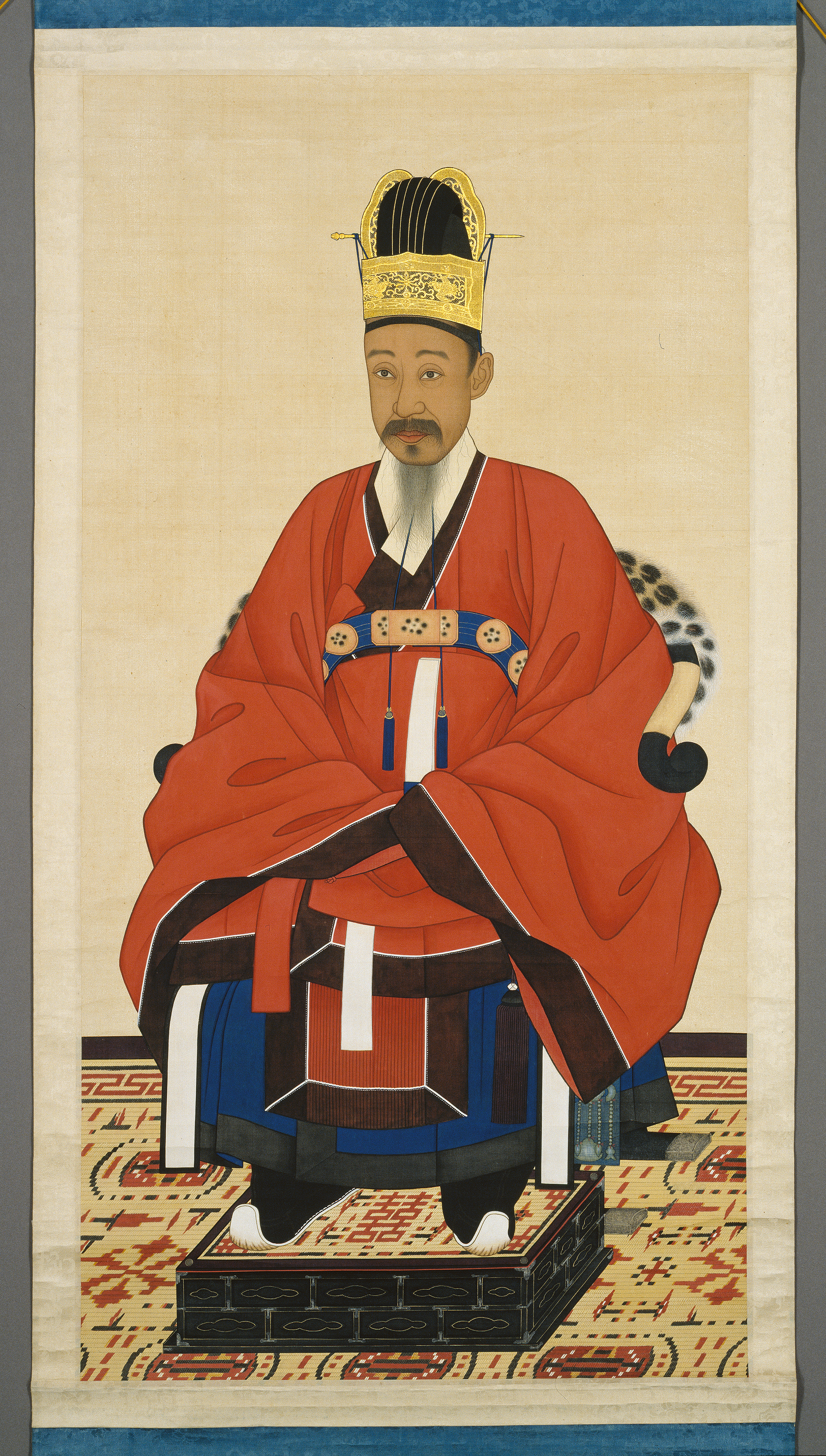
لوحة لهنگسون دايوونگن.

أصبحت الملكة الأرملة وصية على الملك گوجونگ واستدعت والده هنگسون دايوونگن إلى البلاط ليساعد الملك. استمرت الوصاية رسمياً لعشر سنوات حتى تنازلت عنها الملكة الأرملة، لكن والد الملك استمر في استخدام سلطته في البلاط لفترة أطول. كانت الأرملة تحضر إلى البلاط مع الملك وتستمع من خلف ستار حاجز إلى المسؤولين في قاعة الاستماع، كما كانت تحضر إلى جلسة المحاضرات التي تعطى للملك وتجلس خلف الستار لتتناقش مع المحاضرين. من ناحية والد الملك فإنه أثر على السياسات الملكية وكان يمارس سلطته بشكل مباشر بدون الرجوع إلى الملك بحيث يأمر المسؤلين ليحضروا لقصره بدلاً من قصر الملك. لكون دايوونگن والد الملك فإن محاولة إيقاع خلاف بين الاثنين قد يعاقب عليه بعقوبة كبرى لأن هذا يتعدى على تعاليم التقوى البنوية. كان لدايوونگن أيضاً تدخل مباشر في الشؤون الخارجية للدولة. الملك نفسه كان يستشير والده أو يشير إليه في كثير من الأحيان حين يريد اتخاذ قرار ملكي.
من الأحداث المهمة في فترة الوصاية كانت حادثة الجنرال شيرمان والذي قتل سبعة كوريين، مما دعى حاكم بيونگيانگ لإغراق السفينة الأمريكية وقتل جميع طاقمها المكون من 23 شخصاً. الحادثة الثانية كانت مذبحة المسيحيين والمبشرين الفرنسيين، مما دعى فرنسا للتدخل فيما عرف باسم الحملة الفرنسية ضد جوسون(27). اتجهت القوات الفرنسية بقيادة الأدميرال روز وظهرت سفنها في مياه نهر الهان، حيث طالبوا بمعاقبة جميع منفذي المذبحة. تجاهل دايوونگن جميع مطالب الفرنسيين فرسوا في جزيرة گانگهوا واستولوا على ما فيها ولكن الفرنسيين انسحبوا بعد هزيمتين ضد قوات جوسون. الحادثة الثالثة التي أغضبت دايوونگن كانت حادثة سرقة رفات الأمير ناميون والتي تعدى فيها رجل الأعمال الألماني إرنست أوبيرت على قبر الأمير ناميون والد دايوونگن وجد الملك في محاولة منه لسرقة رفاته وإجبار جوسون على الدخول في أنشطة تجارية دولية إلا أنه فشل بعد أن أرسل دايوونگن القوات لحماية القبر. هذه الحادثة التي اعتبرت أسوأ مما يفعله البرابرة في نظر سكان جوسون زادت من شكوكهم حول نوايا الدول الغربية بشأن جوسون. الحادثة الرابعة التي أغضبت دايوونگن وجعلته مستمراً في سياسة الانعزال الدولية هي دخول القوات الأمريكية إلى أراضي جوسون، حيث قتل الكثير من جنود جوسون بها، إلا أن إصرارهم على عدم السماح لأي تدخل أجنبي أجبر أمريكا على الانسحاب. عرفت هذه الحادثة باسم بعثة الولايات المتحدة إلى جوسون(28).
خوف دايوونگن من عودة سلطة الأقارب جعلته يفكر في المرأة التي ستكون زوجة للملك، خطأ منه فإنه اختار المرأة التي عرفت لاحقاً باسم الملكة مِن والتي جندت أقاربها وعينتهم في مناصب مهمة ثم تحالفت مع أعداء دايوونگن من العلماء الكونفشيوسيين وأجبرته في النهاية على التخلي عن وصايته على الملك گوجونگ.

#### الصراع مع اليابان واغتيال الملكة مِن

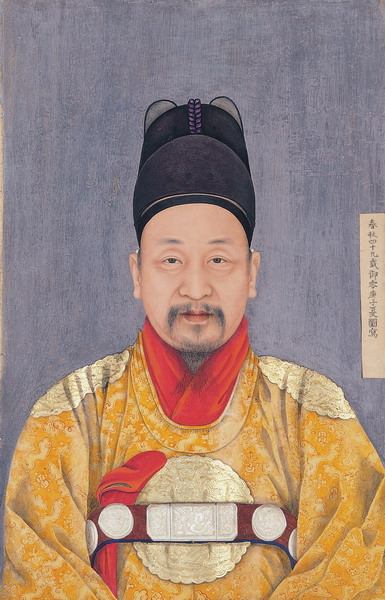
الملك گوجونگ.

اتخذ گوجونگ سياسة معتدلة بخصوص الانعزال عن دول العالم على عكس والده، وبدأ الحكم بنفسه بشكل كامل. بعد وقت قصير دخلت سفينة حربية يابانية إلى مياه جوسون ووصلت حتى جزيرة گانگهوا، ردت قوات جوسون مباشرة بالهجوم على السفينة فيما عرف باسم حادثة جزيرة گانگهوا مما أغضب اليابان والتي طلبت اعتذاراً رسمياً تم في معاهدة اليابان مع جوسون في سنة 1876. تضمنت المعاهدة في أحد بنودها أن لجوسون كدولة مستقلة جميع الحقوق مثل اليابان، وهذا يعني أن جوسون لم تعد قابعة تحت التبعية الافتراضية للصين وهو ما أقلقهم ولكنهم لم يستطيعوا الرد لضعفهم. بعد ذلك بدأت جوسون تفتح أبوابها للدول الأخرى حيث وقعت أمريكا معاهدة مع جوسون في سنة 1882، وفي سنة 1883 وقعت جوسون معاهدة مع بريطانيا العظمى وألمانيا، وفي سنة 1884 مع إيطاليا وروسيا، وفي سنة 1886 مع فرنسا، ثم لحقتها العديد من المعاهدات مع النمسا وبلجيكا والدنمارك.
من الأحداث المهمة التي وقعت في هذه الفترة هي ثورة فلاحي دونگهاك والتي بدأت في 11 يناير من سنة 1884. كان الهدف الأساسي من الثورة هو طرد الأجانب بما فيهم اليابانيين من المملكة، وإجراء العديد من الإصلاحات الاجتماعية ومنها: تحقيق الديمقراطية وإعادة توزيع الأراضي وتعديل قوانين الضرائب. استطاع الثوار تحقيق بعض النتائج في بداية الثورة ولكن القوات اليابانية ساهمت مع القوات العسكرية لإنهاء الثورة حيث انتهت في 29 مارس من سنة 1885.
الحادث الأهم في عهد گوجونگ كان اغتيال زوجته الملكة مِن والتي كانت تحكم من خلف زوجها بسبب نفوذها القوي في البلاط. بعد هزيمة تشينگ في الحرب اليابانية الصينية الأولى تدخلت روسيا وفرنسا وألمانيا بالضغط على اليابان لإرجاع شبه جزيرة لياودونگ إلى تشينگ. اعتبرت جوسون أن هذه الفرصة هي الأنسب للتخلص من اليابانيين واستطاعت الحكومة التخلص من الوزراء الموالين لليابان واستبدالهم بالموالين لروسيا. رأت اليابان نفسها في وضع خطر قد تفقد فيه مكاسبها، فأرسلت ميورا گورو كوزير ياباني وأسندت إليه مهمة اغتيال الملكة. في 8 أكتوبر من سنة 1885 هاجم اليابانيون قصر گيونگبوك وقتلوا الملكة ثم سحبوها إلى ساحة القصر وحرقوا جسدها ودفنوا بقاياها، ثم أنكر اليابانيون أي علاقة لهم بهذا الأمر.

#### إعلان الإمبراطورية
في فبراير 1896، هرب گوجونگ مع ولي العهد سنجونگ إلى السفارة الروسية فيما عرف باسم اللجوء الملكي الكوري للسفارة الروسية، ودخلت جوسون تحت الحماية الروسية. نظمت روسيا اتفاقاً مع اليابان، فعاد الملك إلى قصر گيونگو(29). في أغسطس، غَيَّرَ الملك اسم سنة الحكم إلى گوانگمو، وأعاد تسمية المملكة باسم داي هان(30) في أكتوبر وأعلن نفسه إمبراطوراً.

## الحكومة
كانت جوسون مملكة مركزية تعتمد على المثل الكونفشيوسية، كما أن لها دستوراً يعرف باسم گيونگُك دايجون(18) والذي كتب في سنة 1485.

### الفكر السياسي
عندما أسس إي سونگ گي مملكة جوسون في سنة 1392 قام أتباعه من طبقة العلماء باختيار فلسفة الكونفشيوسية الجديدة لتهيمن على المملكة بشكل كامل. كان جونگ دو جون أول من دعم الفكر الجديد وساهم في بناء الدولة بشكلها الكونفشيوسي، حيث ساهمت كتاباته في كتابة دستور الدولة گيونگُك دايجون. كانت المملكة مثالاً للدولة البيرقراطية والتي يجب أن تظل موحدة لتستمر في بحثها عن المثل العليا. سرعان ما سقطت جوسون في دوامة حملات التطهير والحروب الخارجية والصراع السياسي، ليتحول نظام اختيار المسؤولين من الميرتقراطية إلى الاختيار حسب النسب والفصيل السياسي المتبع. في القرن السابع والثامن عشر، قامت مجموعة من السياسيين المبعدين عن الحكومة من أتباع الكونفشيوسية الحديثة بإنشاء مدرسة السلهاك. حاول هؤلاء السياسيون تغيير النظام السياسي والإداري المتبع عن طريق إيجاد إصلاحات عملية في الزراعة، حيث قدموا العديد من الإصلاحات العملية لتحسين أحوال الناس. الفكر الكونفشيوسي كان يعني نظاماً اجتماعياً مكتملاً وجيداً، ولكن تطبيقه في جوسون كان سيئاً للغاية ومنع من إبراز إنتاجية الشعب، وسرعان ما وجدت جوسون نفسها في صراع مع القوى الخارجية.

### الملك

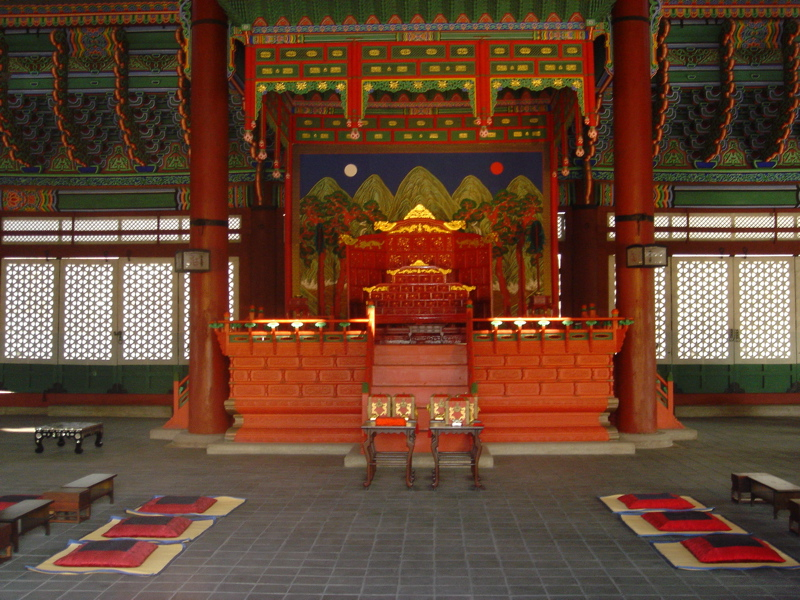
عرش العنقاء، عرش ملك جوسون والموجود في قصر گيونگبوك.

يتوجب على الملك أن يتبع التقاليد الكونفشيوسية والتي ساهمت - لكونها تحض على التقوى البنوية والإخلاص للحاكم - في تثبيت قوة الملك. قوة الملك على العموم كانت تتعارض مع علماء الكونفشيوسية والذين رأوا أنفسهم المسؤولين عن قيادة الملك حتى لو أدى هذا لإضعاف سلطته وتقوية سلطة اليانگبان واهتماماتهم. هذا الأمر هو ما منع ملوك جوسون من ممارسة سلطتهم بشكل مطلق بدون اعتراضات من المسؤولين النبلاء. حيث يعتبر نفوذ الملك يونسان على حساب النبلاء ثم نفوذ النبلاء على حساب خليفته الملك جنگجونگ مثالاً على تقلب السلطة الملكية.

### المسؤولون
تكون النظام البيرقراطي للحكومة من المناصب المدنية والعسكرية والداخلية(31) والخارجية(32). ضمت الحكومة المركزية النبلاء فقط ويعرفون باسم «يانگبان» والذي يعني حرفياً «مسؤولي النظامين» النظام المدني(33) والنظام العسكري.(34) قسم المسؤولون إلى 18 رتبة،(35) والمسؤولين ذوي المرتبة السادسة وأعلى قسموا بدورهم إلى قسمين أعلى وأدنى مما يجعل الرتب تصل إلى 30 رتبة. التنظيم الإداري ونظام الطبقة الاجتماعية أثرا في ممتلكات المسؤولين وما يستطيعون الحصول عليه.
على عكس سابقتها گوريو، كانت جوسون دولة مدنية يتم اختيار المسؤولين فيها بناء على امتحانات الدولة بحيث لا يتدخل المسؤولون العسكريون فيها. كان يتم اختيار وزير الحرب والقيادات العسكرية من قبل الملك، وهو ما كبح جماح صناع القرار العسكريين. كانت الامتحانات السبيل الوحيد للوصول إلى الحكومة. تقسم الامتحانات إلى قسمين وتجرى كل ثلاث سنوات، الأول يخص الكلاسيكيات والثاني يختبر العديد من المواضيع والقدرة على كتابة الملفات الحكومية والتقارير. يتم اختيار 33 مرشحاً وترتيبهم حسب أدائهم ثم تعيينهم إلى مناصب.

### الحكومة المركزية

#### مجلس الدولة

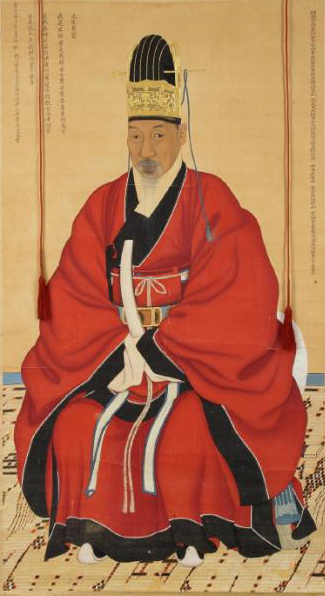
لوحة لرئيس مستشاري الدولة تشاي جي گونگ.

مجلس الدولة(8) هو أعلى هيئة في جوسون وتتناسب سلطته عكسياً مع سلطة الملك على الوزارات الستة، وقد أنشأه الملك تايجونگ ليضم سبعة أفراد. أعلى رتب المجلس هي رئيس مستشاري الملك(36) يليه كل من مستشار الدولة الأيمن(37) ومستشار الدولة الأيسر.(38) يساعد المستشارين وزيران هما الوزير الأيمن(39) والوزير الأيسر.(40)

#### الوزارات الستة
الوزارات الستة(41) هي الوزرارات المسؤولة عن تصريف الأمور السياسية ونظمها الملك تايجونگ. يضم هيكلها عدة وزراء(42) من كبار الرتبة الثانية، ولهم مساعدون(43) من صغار المرتبة الثانية. هذه الوزارات هي:
| الوزارة             | النطق العربي | الهانگل | الهانجا | الإختصاص                                                    |
| ------------------- | ------------ | ------- | ------- | ----------------------------------------------------------- |
| وزارة شؤون الموظفين | إِجو          | 이조    | 吏曹    | اختيار المسؤولين الحكوميين.                                 |
| وزارة الضرائب       | هوجو         | 호조    | 戶曹    | فرض الضرائب المالية وإحصاء السكان وسياسات الأراضي والزراعة. |
| وزارة الشعائر       | ييجو         | 예조    | 禮曺    | الطقوس والثقافة والدبلوماسية وامتحانات گواگيو.              |
| وزارة الدفاع        | بيونگجو      | 병조    | 兵曺    | الشؤون العسكرية.                                            |
| وزارة العدل         | هيونگجو      | 형조    | 刑曺    | إدارة القوانين والعبودية والعقوبات.                         |
| وزارة الأشغال       | گونگجو       | 공조    | 工曹    | الصناعة والتصنيع والأشغال العامة والصناعات التحويلية.       |

#### المكاتب الثلاثة
المكاتب الثلاثة(44) هي ثلاثة مكاتب أنشأها الملك تايجونگ لمراقبة سير العمليات الحكومية. هذه المكاتب هي:
- مكتب المستشارين الخاص.(45)[9]
- مكتب الرقابة.(46)[9]
- مكتب المفتش العام.(47)[9]

كانت مهمة المكاتب الثلاثة التأكد من عدم استغلال السلطة الإدارية أو السياسية ومنع حدوث ذلك. يعتبر مكتب المستشارين الخاص الخلف لقاعة المهمين والتي ألغاها الملك سيجو في أعقاب حادثة الوزراء الستة، ومع كونها تهتم بالاستشارات بشكل أساسي إلا أن من مهامها متابعة الملفات الحكومية والإجراءات القانونية والإدارية. مكتب المفتش العام كان المسؤول عن مراقبة المسؤولين واكتشاف الفساد الحكومي ومراقبة الأخلاقيات العامة. مكتب الرقابة كان المسؤول عن مراقبة أفعال الملك وتتبع استخدامه للسلطة. كان لهذه المكاتب الثلاثة مهمة في تتبع السجلات العائلية للمتقدمين للمناصب الحكومية السفلى وذلك قبل السماح أو رفض قبول التعيين. مجلس الدولة والوزارات الستة والمكاتب الثلاثة خلقت نوعاً من التوازن الحكومي مانعة تركز السلطة في أحد أقسامها، كما كان تواجد هذه المكاتب التي تراقب أفعال الملك وأفعال مسؤوليه ميزة من مزايا جوسون.

##### المكاتب الأخرى
- مكتب الأمانة الملكية(48)ويضم ستة وزراء من كبار الرتبة الثالثة كل منهم مسؤول عن إحدى الوزارات.[51] وظيفة الأمناء استقبال وتسجيل ونقل المراسيم الملكية من الملك إلى الوزارات، واستقبالها من الوزارات. تضم نشاطات المكتب أيضاً تسجيل المعلومات في كتاب سجلات الأمناء الملكيين.(49)[51]
- مكتب العاصمة(50) وهو المكتب المسؤول عن إدارة العاصمة.[52]
- مكتب التحقيق الملكي(51) وهو المكتب المسؤول عن التحقيق المباشر مع المجرمين بأمر من الملك أو المسؤولين المعينين منه.[53]
- مكتب المؤرخين(52) وهو المكتب المسؤول عن تسجيل الأحداث اليومية للملك.[52]

### الحكومة المحلية والتقسيمات الإدارية
قسمت جوسون في سنة 1413 إلى ثمانية مقاطعات،(53) حيث رأت في العدد 8 قدسية وفضلته لأنه يمثل الشجرة ويرمز للمملكة. هذه المقاطعات بدورها قسمت إلى عدة تقسيمات أكبرها «موك» يليه «بو» ثم «گن» وأخيراً «هيون»، (54) حيث بلغ عدد هذه التقسيمات الفرعية 350 تقسيماً يمثل كل منها عدد أيام السنة القمرية.
رؤساء هذه التقسيمات يتم تعيينهم عن طريق الحكومة المركزية، حيث يتم تعيين گوانتشالسا أو كامسا أو بانگبايك لإدارة المقاطعة، وبُيُن أو بُسا لإدارة المدن الكبرى، وموكسا لإدارة تقسيم المحافظات الكبرى «موك»، وگنسو لإدارة تقسيم گن، وهيوليونگ أو هيونگام لإدارة تقسيم هيون. هؤلاء يحكمون كممثلين للحكومة المركزية ويقومون بأداء واجباتهم السبعة المعروفة باسم «سُريونگتشِلسا» والتي تضم الاهتمام بالزراعة، وزيادة عدد السكان، وتطوير التعليم والاستعدادات العسكرية، وجمع الضرائب والجزية، وحشد العمال للسخرة، ومتابعة سير العدالة، وأخيراً متابعة السلام والنظام. تعتبر مهمتا جمع الضرائب والجزية وحشد العمال من أهم أهمال الحاكم التي يقوم بها من أجل الحكومة المركزية. لمنع الفساد فإن حاكم المقاطعة يحكم لمدة سنة واحدة فقط، في حين يحكم حاكم المحافظة لمدة خمس سنوات، وفوق هذا فإن المسؤولين لا يحكمون في مسقط رأسهم.
| # | الاسم     | الهانگل | الهانجا | الخريطة |
| - | --------- | ------- | ------- | ------- |
| 1 | هامگيونگ  | 함경도  | 咸鏡道  |         |
| 2 | بيونگان   | 평안도  | 平安道  |         |
| 3 | گانگوون   | 강원도  | 江原道  |         |
| 4 | هوانگهاي  | 황해도  | 黃海道  |         |
| 5 | گيونگي    | 경기도  | 京畿道  |         |
| 6 | گيونگسانگ | 경상도  | 慶尙道  |         |
| 7 | تشنگتشونگ | 충청도  | 忠清道  |         |
| 8 | جولا      | 전라도  | 全羅道  |         |

## الشؤون الخارجية

### الصين
تشاركت الصين وجوسون نظرة سياسية تعتمد على الكونفشيوسية، ولذلك فإن إمبراطور الصين كان يمثل الأخ الأكبر لملك جوسون.

#### العلاقات مع سلالة مينگ
عندما أسس إي سونگ گي المملكة فإنه حاول الحصول على موافقة سلالة مينگ في الاعتراف به وهو ما حصل. ازدادت العلاقات عمقاً بين الدولتين عندما أرسل الملك تايجو في سنة 1393 إلى الإمبراطور الصيني ليختار بين اسمي «هواريونگ» وهو اسم مسقط رأس الملك تايجو و«جوسون» وهو اسم دولة گوجوسون السابقة، حيث اختار الإمبراطور اسم جوسون للمملكة الجديدة. أعلنت جوسون تبعيتها لسلالة مينگ بعد حصولها على اعتراف البلاط الصيني بها، ثم بدأت عملية لتحويل البنى الإدارية والاقتصادية إلى النظام الحكومي. كان على أولياء العهد في جوسون أيضاً الحصول على موافقة بلاط مينگ لتعيينهم كذلك. كما ساعدت سلالة مينگ مملكة جوسون أثناء حرب السنوات السبع مع اليابان لطرد الغزاة.

#### العلاقات مع سلالة تشينگ

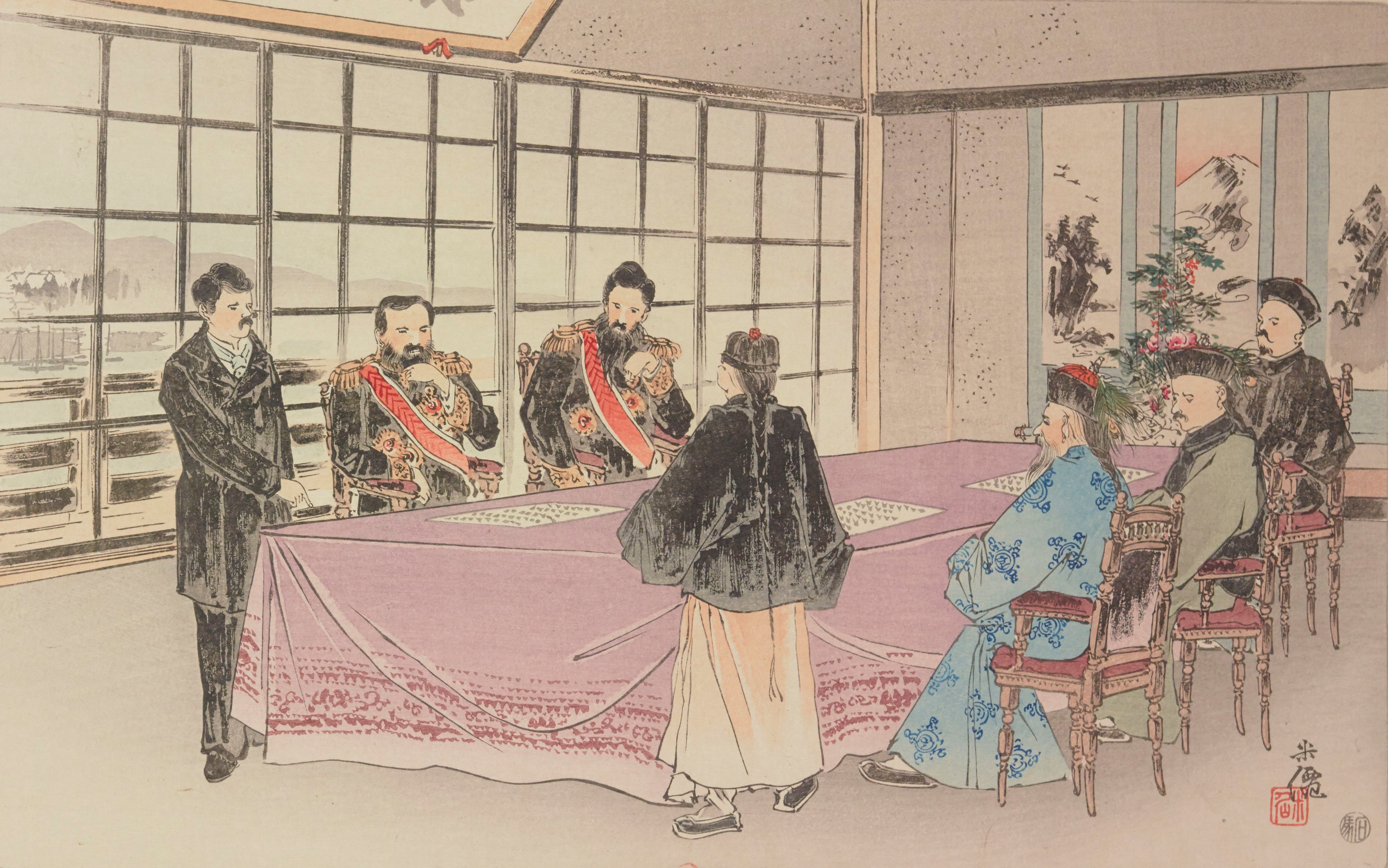
توقيع معاهدة شيمونوسيكي والتي أنهت علاقة تشينگ بجوسون.

سقطت سلالة مينگ في القرن السابع عشر على يد سلالة تشينگ، وبسبب السياسات الموالية لمينگ والتي اتخذها إنجو ملك جوسون فإن سلالة تشينگ قامت بغزو جوسون فيما عرف باسم «جونگميو هوران» أو غزوة المانشو الأولى. بعد هذه الغزوة اتخذت تشينگ سياسة اضطهادية تجاه جوسون والتي رفضت الخضوع لمطالب تشينگ، فقاد الإمبراطور هونگ تاي تشي جيش تشينگ وغزا جوسون للمرة الثانية فيما عرف باسم «بيونگجا هوران» أو غزوة المانشو الثانية، ورغم مقاومة جوسون إلا أن الملك إنجو اضطر للاستسلام مما زاد من مطالب تشينگ.
بدأ بونگرم داي گن بعد عودته من الاحتجاز في تشينگ وصعوده لعرش جوسون التجهيز لحملة شمالية ضد تشينگ وذلك بتدريب الجيش وتطوير أسلحته، إلا أن هذه الحملة لم تبدأ بسبب وفاته في السنة العاشرة من حكمه. دخلت جوسون بعد ذلك في تحالفٍ مع تشينگ ضد سلالة رومانوف الروسية واستطاع الجنرال شِن يو أن يهزم الروس في سنة 1658 فيما عرف باسم «حملة ناسون» ضمن الصراع الروسي الصيني على الحدود. ظلت السياسات المناهضة لتشينگ والموالية لمينگ حتى نهاية القرن السابع عشر.
خرجت جوسون من سيطرة تشينگ وحصلت على الاستقلال بعد هزيمة الصين في الحرب اليابانية الصينية الأولى وتوقيع معاهدة شيمونوسيكي في سنة 17 أبريل 1895.

### اليابان

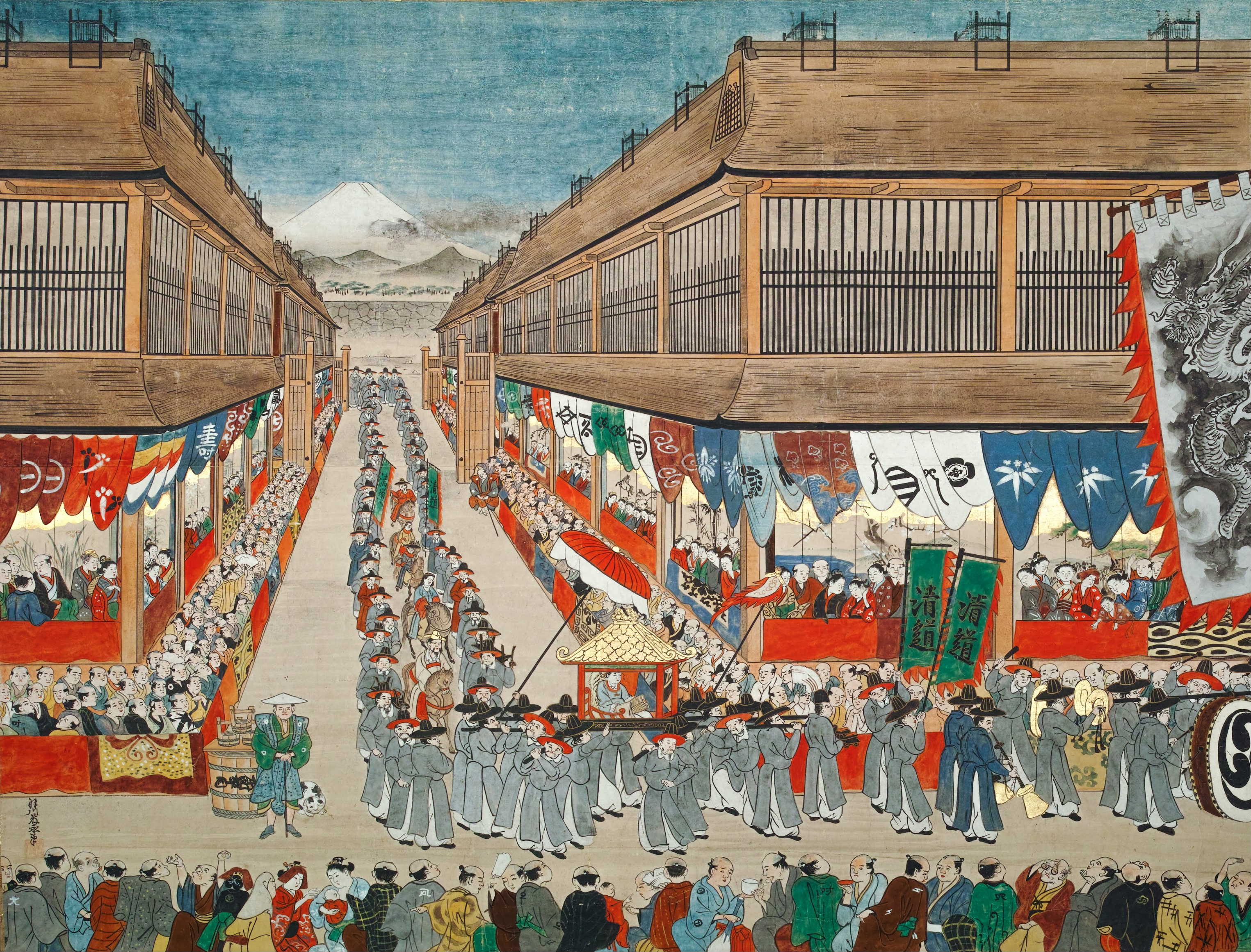
لوحة تظهر إحدى بعثات جوسون إلى اليابان في سنة 1748 عابرةً شوارع إيدو.

تبادلت جوسون واليابان البعثات الدولية منذ نشأت الدولة إلا أن العلاقات تأثرت في بداية الدولة بالهجوم المتواصل للقراصنة اليابانيين على سواحل جوسون. هذا الأمر دفع بالملك سيجونگ لإرسال جيشٍ بحريٍ استطاع قتل 114 قرصاناً والسيطرة على 129 سفينة لهم وإحراق 2,000 منزل وهو ما دعى سيد جزيرة تسوشيما للاستسلام فمنحته جوسون حقاً محدوداً للتجارة في الدولة. في سنة 1426 سمحت جوسون بفتح ثلاث موانئ للتجار اليابانيين والذين سمح لهم بإنشاء منازل لهم هناك. في سنة 1443 وقعت جوسون مع اليابان على اتفاقية تسمح لخمسين سفينة فقط بالتجارة في جوسون في السنة الواحدة، كما أجبرت هذه السفن على الحصول على أوراق اعتماد من سيد تسوشيما لتعرض في موانئ جوسون.
القبضة الشديدة لجوسون على التجار المقيمين في الموانئ الثلاثة جعلتهم في سنة 1510 يتمردون على جوسون ويطالبون بتوسيع تجارتهم. قامت جوسون بالسيطرة على التمرد وعاقبت اليابانيين بتخفيض عدد السفن المسموح لها بالتواجد إلى النصف، كما خفضت كمية الأرز والفاصولياء المسموحة للتجارة مع اليابانيين. نتيجة هذا الأمر كانت عودة القراصنة للهجوم على السواحل فأنشأت جوسون مجلس الدفاع الوطني في سنة 1517. لم يكد يمض هذا القرن حتى أعلنت اليابان الحرب على جوسون وغزتها إلا أنها فشلت في السيطرة على جوسون وانسحبت بعد موت هيده-يوشي.
تأثرت العلاقات بشدة بعد الحرب ورفضت جوسون إعادة العلاقات إلا بعد إرجاع السجناء الكوريين وهو ما تم في سنة 1607، حيث عاد ما يزيد عن 7,000 أسير. بين سنة 1607 وسنة 1811 أرسلت جوسون مبعوثيها 12 مرة، في حين أرسلت اليابان 60 مبعوثاً.

## المجتمع

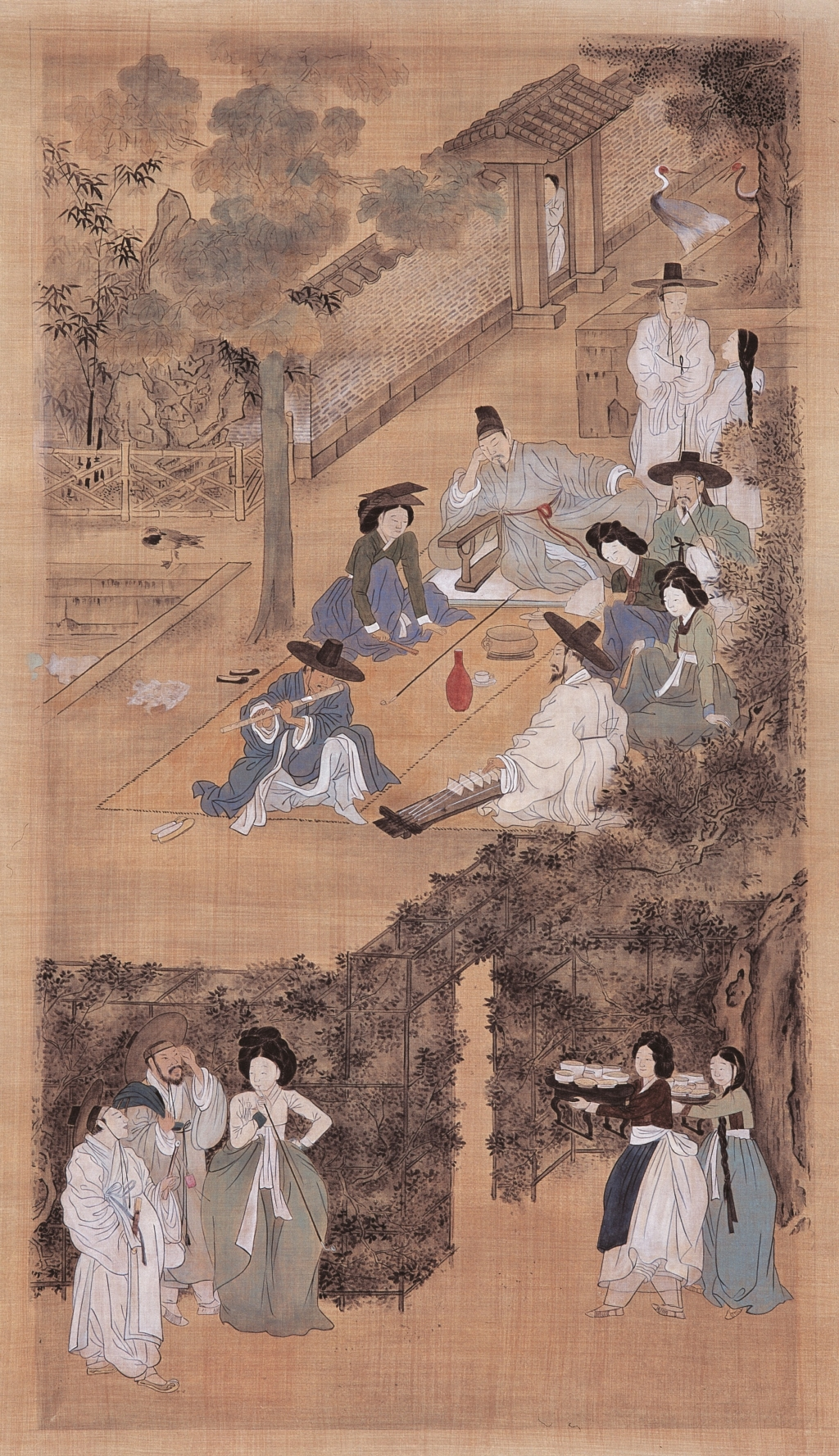
لوحة من القرن الثامن عشر تظهر مجموعة من أفراد المجتمع.

تحول المجتمع الكوري في ظل حكم سلالة إي إلى مجتمع كونفشيوسي، حيث شكلت فيه أفكار كونفشيوس مفهوم الأسرة والمجتمع. ساعدت الأفكار الكونفشيوسية في ربط الكوريين سوية رغم الانقسام الحاد في طبقات المجتمع. المبادئ الثلاثة الأساسية(55) انتشرت في المجتمع وهي الولاء للحاكم،(56) والتقوى البنوية للآباء،(57) والحفاظ على الفروقات بين الرجال والنساء.(58) كان على جميع أفراد المجتمع أن يعرف دوره في المجتمع وهو ما عزز الرتبة الاجتماعية والمرتبة في الدولة. كان على أبناء الطبقة الصغرى أن يتحدثوا مع أفراد الطبقات العليا باستخدام أساليب الاحترام والتكريم وهو ما دعي «تشوندايو» أو «تشوندايمال».
اعتبر النسب أساساً لدى العائلات في جوسون حيث يتم تسجيل الأنساب في كتب تعرف باسم تشوكبو ويسجل فيها الولادات والمصاهرات والوفيات. هذه العادة بدأت في الانتشار في القرن الخامس عشر واستمرت حتى اليوم حيث يمكن للكثير من الكوريين أن يعود بنسبه لأجيال سابقة. أجبر القانون جميع الكوريين لتقديم شعائر الاحترام لأسلافهم وهو ما يعرف باسم «تشيسا». تأثر الزواج في عصر جوسون بالطبقية والرتب الاجتماعية. حرم القانون بشكل صارم الزواج من نفس العائلة أو ممن يحمل نفس اللقب. تزوج الرجال والنساء في سن صغيرة حيث كان السن المتوقع للزواج عند الرجال بين السادسة عشر والثلاثين، وعند النساء بين الأربعة عشر والعشرين. تقام شعائر الزواج في منزل كل من العروس والعريس، وتنتقل العروس للعيش مع عائلة زوجها عكس ما كان في عهد سلالة گوريو.
قسم المجتمع قانونياً إلى قسمين يانگمن وتشونمن،(59) ولكنه في الواقع كان مقسماً إلى ثلاث طبقات هي النخبة(60) والعوام والطبقة الدنيا والتي تضم العبيد وأمثالهم. يعتبر اليانگبان الأغنى من بين الطبقات وتعتمد ثروتهم على امتلاك الأراضي والعبيد. على عكس الأرستقراطيين من عهد سلالة گوريو فإن اليانگبان لم يكونوا عسكريين بل حافظوا على منصبهم عن طريق الامتحانات المدنية ونسب أسرهم. العوام من جهة أخرى كانوا الأكثر بين سكان جوسون، وكان أغلبهم مزارعين فقراء وبعضهم خياطون وبعضهم اهتم بالتجارة وهي مهنة كان اليانگبان ممنوعين من مزاولتها.

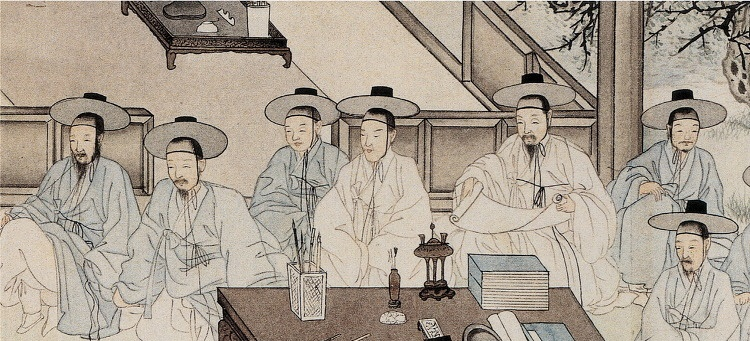
لوحة تصور الطبقة الوسطى في المجتمع.

### النساء

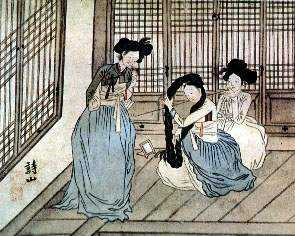
گساينگ.

كان للنساء في عهد جوسون نشاطات ثقافية عديدة على عكس سابقاتها من الممالك رغم الحاجز الشديد بين الجنسين في النظام الاجتماعي الكونفشيوسي. التفكير الاجتماعي آنذاك كان يقول بأن تعليم المرأة زيادة عن الحد سيجعلها متغطرسة وستبدأ بتجاهل واجباتها، مع ذلك فإن النساء كن يحصلن على التعليم الأساسي والأداب وإدارة المنزل. نشرت الحكومة العديد من الكتب المخصصة للنساء مثل «تعاليم المرأة»(61) و«الكلاسيكيات الأربعة للمرأة».(62) كان الفكر الكونفشيوسي ينظر للمرأة على أنها ابنة وأخت وزوجة ووالدة وكنّة.
بعض النساء كانوا يعرفون باسم گنيو أو گساينگ.(63) صنف هؤلاء النسوة ضمن الطبقة الدنيا في المجتمع والتي كانت وظيفتها الخياطة أو التمريض أو إمتاع النبلاء. يبدأ تدريب الگساينگ وهي بسن الخامسة عشر، حيث تدرس الموسيقى والرقص وبعضهم يدرس الخطّ. يبدأ تدريب الگساينگ مرتين في السنة في شهري فبراير وأغسطس. تعتبر هوانگ جن إي من أشهر الگساينگ، حيث تميزت بموهبتها في الشعر والغناء وبجمالها الأخّاذ الذي استطاع سحر الرهبان. على عكس غيرهن من نساء الطبقة الدنيا، كان بإمكان الگساينگ ارتداء الحرير والمجوهرات الذهبية والفضية.
أعلى النساء رتبة كن زوجات الملك وعائلته. تمتع النساء الملكيات بقدرتهم على التدخل في السياسة كوصيات على عرش أبنائهن وأحفادهن(64) أو بالتأثير على الملك. استطاعت زوجة الملك تايجو الثانية أن تقنعه بدموعها أن يعين ابنه الأصغر ولياً للعهد. التدخل الزائد للملكة في السياسة كان يغضب الملك أحياناً كما حدث للملكة وونگيونگ حيث قام الملك تايجونگ بقتل أقاربها للحد من تدخلهم في السياسة.

### عدد السكان
استطاع تطوير الزراعة وأساليبها في زيادة عدد السكان في جوسون، حيث دلت الإحصاءات أن العاصمة في سنة 1528 كان يسكنها 110,000 نسمة، وعلى العموم فإن عدد السكان قل بشكل كبير في أواخر القرن السادس عشر وبدايات القرن السابع عشر نتيجة الحروب التي خاضتها الدولة مع اليابان وسلالة تشينغ الصينية، حيث انخفض عدد السكان إلى 80,572 نسمة في إحصائية سنة 1657 في العاصمة ولكن في سنة 1786 أصبح عدد السكان 199,000 ولم يتغير عدد السكان في العاصمة بشكل كبيرٍ بعدها.
| التغير في عدد السكان حسب السنة | التغير في عدد السكان حسب السنة | التغير في عدد السكان حسب السنة |
| السنة                          | عدد الأسر                      | عدد السكان (نسمة)              |
| ------------------------------ | ------------------------------ | ------------------------------ |
| 1657                           | 658,771                        | 2,290,083                      |
| 1669                           | 1,313,453                      | 5,018,614                      |
| 1675                           | 1,234,512                      | 4,703,505                      |
| 1717                           | 1,557,708                      | 6,846,639                      |
| 1768                           | 1,679,865                      | 7,006,248                      |
| 1807                           | 1,764,504                      | 7,561,403                      |
| 1834                           | 1,578,823                      | 8,755,280                      |

## الثقافة

### التعليم

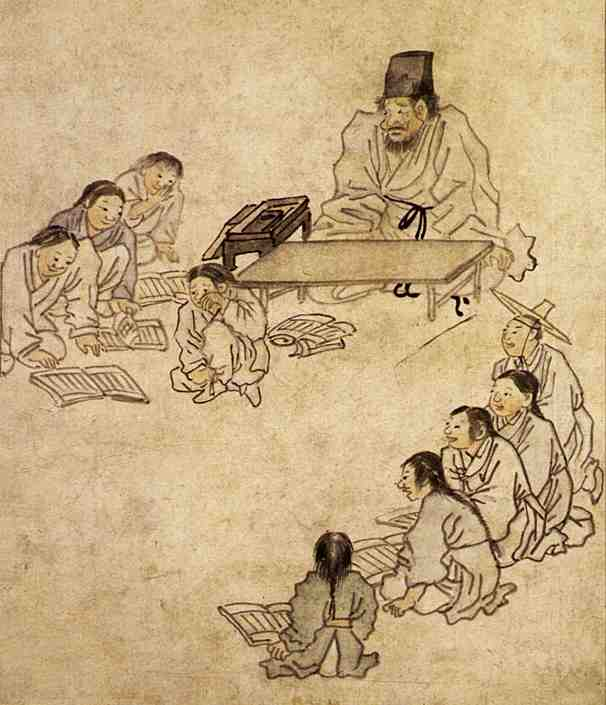
صورة لمعلم ومجموعة من الطلاب في سودانگ من رسم كم هونگ دو.

بسبب التركيز الكونفشيوسي على التعليم فقد ركزت جوسون على التعليم حيث يبدأ الطلاب دراستهم في سودانگ(65) حيث يتعلمون اللغة الصينية ويتدربون على كتابتها ويدرسون الكلاسيكيات الصينية الأساسية. بعد ذلك يتوجه الطلاب إلى بوهاك (مدارس متخصصة) وعددها أربعة، أو يذهبون إلى هيانگيو(66) حيث يدرسون الكلاسيكيات الكونفشيوسية بما فيها الكتب الأربعة والكلاسيكيات الخمسة للصين.(67)
بعد ذلك يخضع الطلاب لاختبار ساينگجِن گوا والناجح منهم يكون بإمكانه الانضمام إلى الأكاديمية الكونفشيوسية الوطنية(68) والتي تستقبل 200 طالب، أو يمكن لهم مباشرة أن يخضعوا للاختبار المدني. بعد تخرج الطلاب من الأكاديمية يخضعون لاختبار گواگو والذي يهدف لاختيار المسؤولين.

### الفنون

#### الرسم

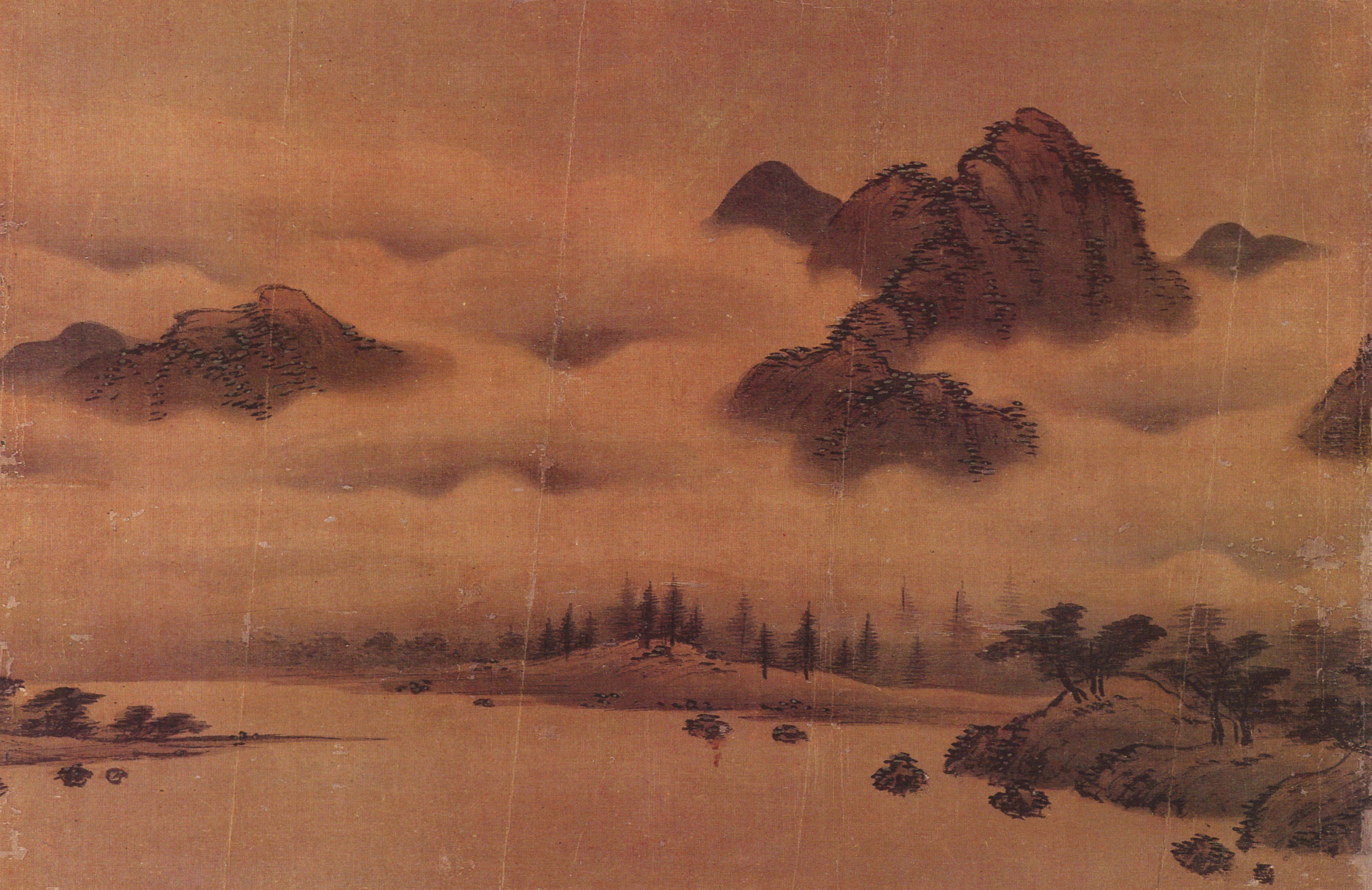
لوحة لمنظر تعود للقرن الخامس عشر من رسم سو من بو.

كان لجوسون العديد من الرسامين والذين يعملون في مكتب الرسم التابع لوزارة الشعائر والمعروف باسم دوهواسو، وعرفوا باسم هواوون أو رسامي البلاط. كانت مهمة هؤلاء الرسامين حضور المناسبات والشعائر وتلبية طلبات التزيين. تنقسم الرسوم في عهد جوسون والتي يقيم الرسام وفقاً لها إلى عدة أقسام مثل رسم الخيزران، ورسم المناظر، ورسم الأشخاص، ورسم الطيور والحيوانات، وأخيراً الزهور والنباتات. يخضع الرسامون لامتحانات ليصبحوا رسامين رسميين.
في القرن الثامن عشر، قام الملك يونگجو بإنشاء نظام لاختيار أفضل خمسة رسامين ليصحبوا تحت إمرته مباشرة، حيث عرفوا باسم «جابي دايري أونگ هواوون» أو الرسامين بالانتظار. بعد ذلك قام خليفته الملك جونگجو بتوسيع النظام وزيادة عددهم إلى عشرة وجعل وظائفهم دائمة. كان هؤلاء الرسامون يعملون داخل القصر على عكس غيرهم من رسامي المكتب والذين يعملون في مهمات عادية خارج القصر. تميز الرسامون بالانتظار على خوضهم لمنافسات عديدة يكسب الفائز فيها العديد من الجوائز. بدأ هذا النظام في سنة 1873 وانتهى في سنة 1881 وخلال هذه السنوات كان هناك ما يقارب 103 رساماً بالانتظار سجلت أسماؤهم والمواضيع (قرابة 800 موضوع) التي تنافسوا فيها والرتب التي استحقوها في «نايگاك» أو سجلات گيوجانگاك اليومية.

#### سيراميك بُنتشونگ والبورسلان الأبيض
بعد التغيرات السياسية والثقافية التي حدثت في المجتمع ظهر سيراميك بُنتشونگ (بالهانگل: 분청사기) مغيراً خزفيات گوريو، لكن سيراميك بُنتشونگ اختفى أيضاً بعد ظهور البورسلان الأبيض (بالهانگل: 백자). أصبحت الفخاريات البيضاء مطلوبة بشدة في البلاط الملكي ونتيجة لذلك فإن الحكومة أنشأت في ستينات القرن السادس عشر أفراناً لصنع الفخاريات وعينت مجموعة لإدارتها تسمى بُنوون. استمرت مجموعة بُنوون بصنع متطلبات الحكومة من الفخاريات حتى إلغائها في ثمانينات القرن التاسع عشر. فضلت الحكومة الفخاريات الأنيقة ولكن البسيطة في تصميمها. استخدمت هذه الفخاريات كأدوات للمائدة والزينة والاحتفالات والدفن، حيث تستخدم فخارية مخصصة مكونة من فخارية داخل أخرى لتوضع مشيمة الأمراء والأميرات بداخلها ثم تدفن.

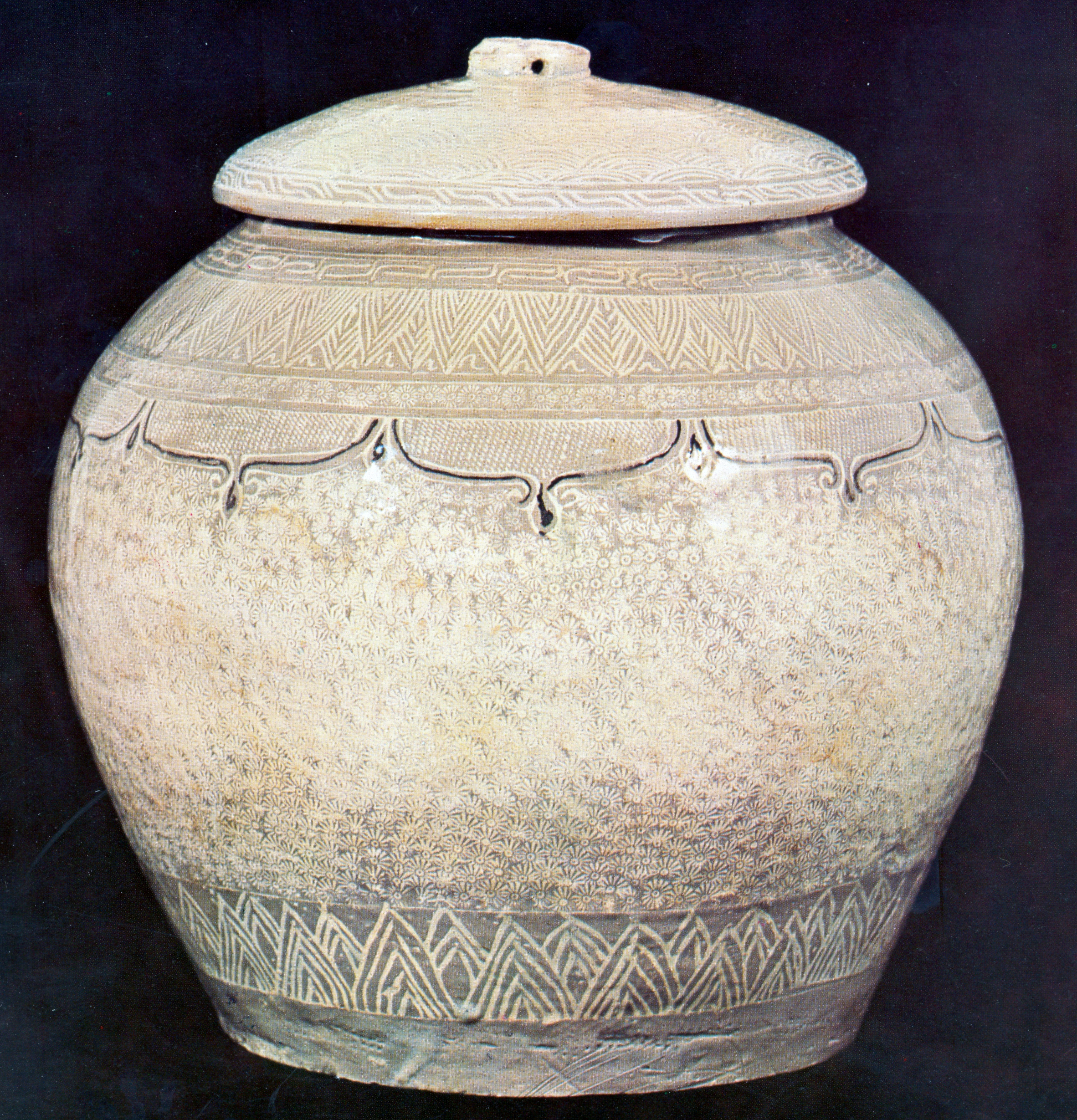
جرة بُنتشونگ تستخدم لوضع المشيمة بداخلها
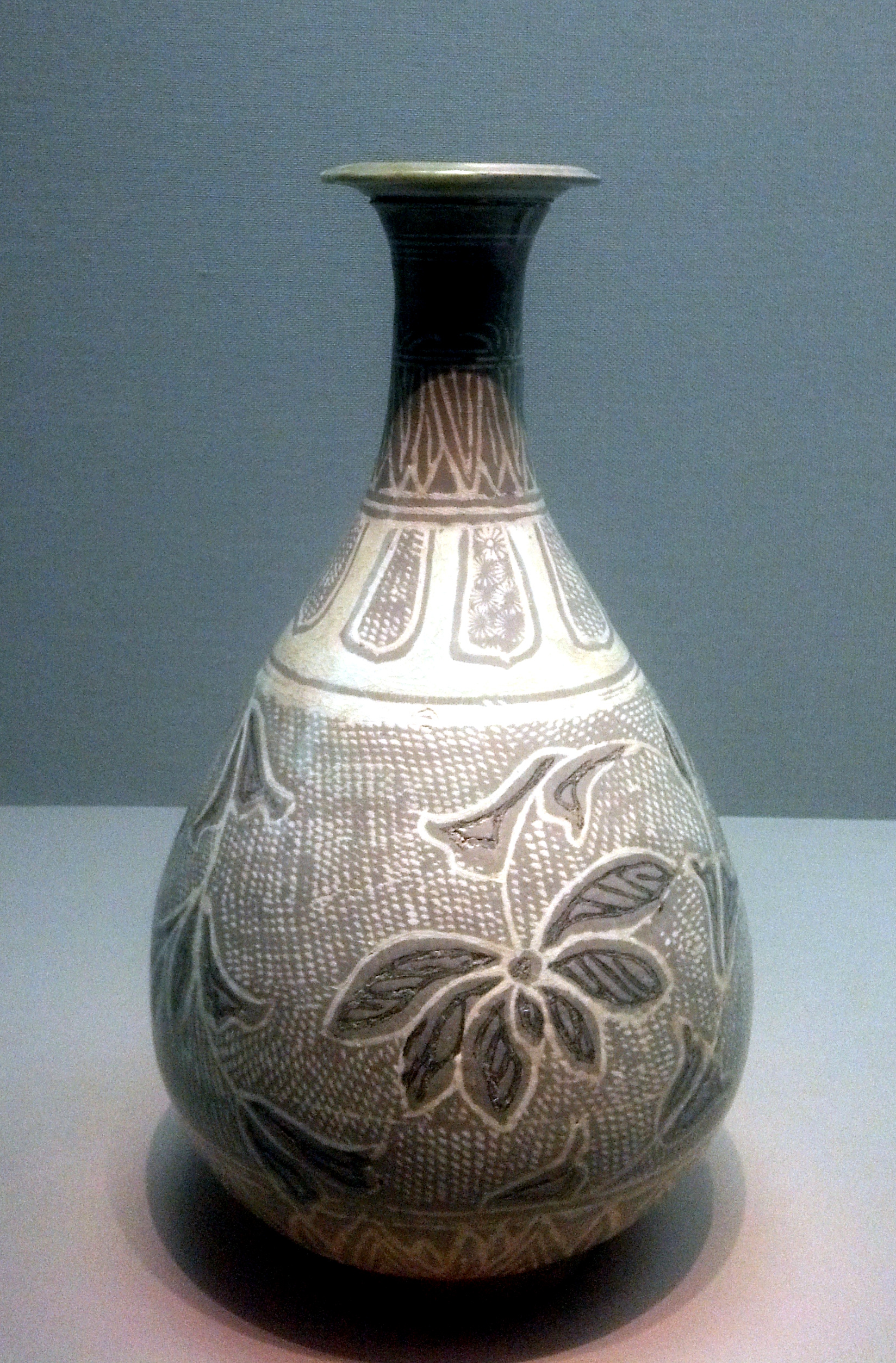
جرة بُنتشونگ مرسوم عليها زهرة اللوتس تعود للقرن 15
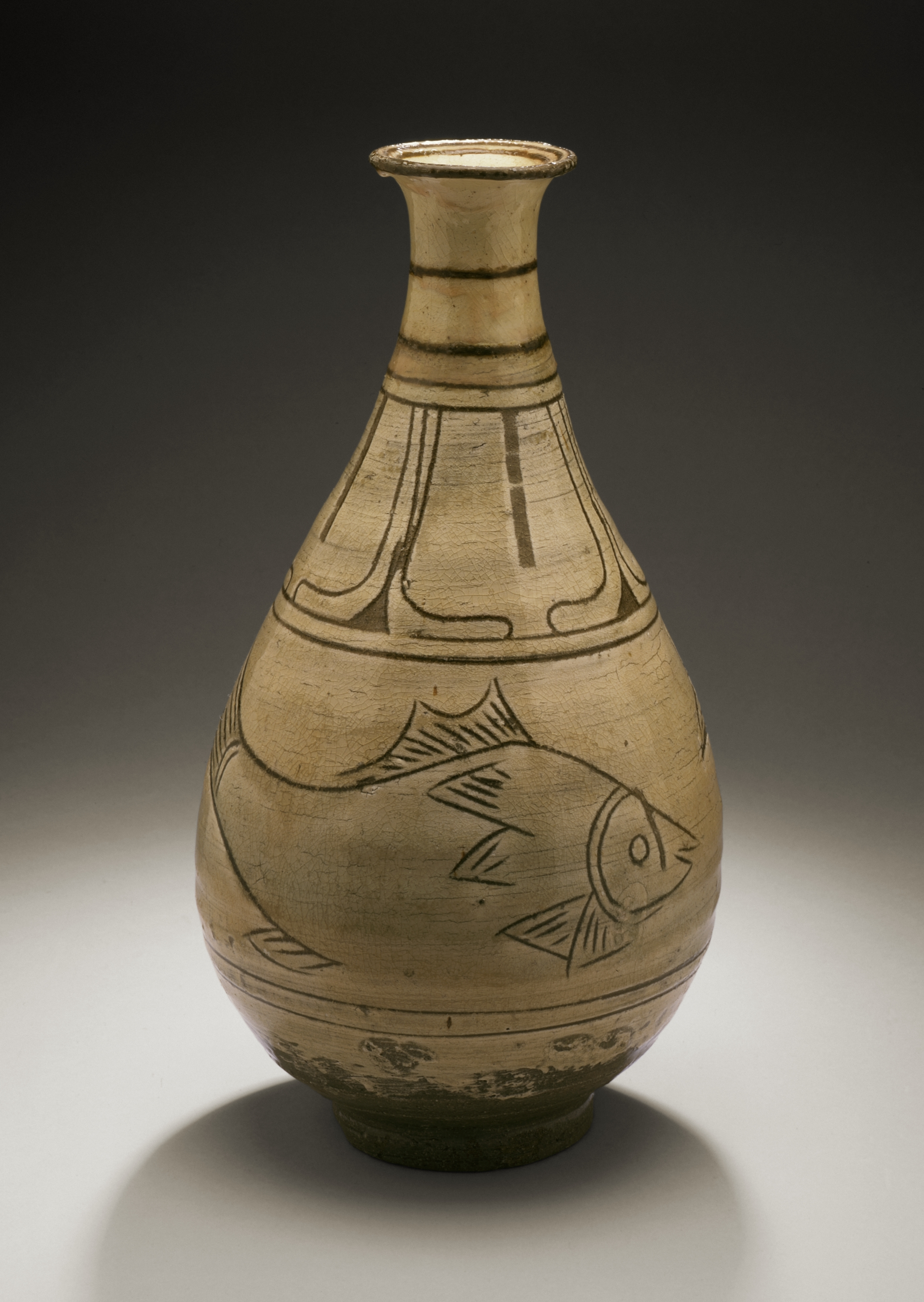
جرة بُنتشونگ مرسوم عليها سمكة تعود لنهاية القرن 15
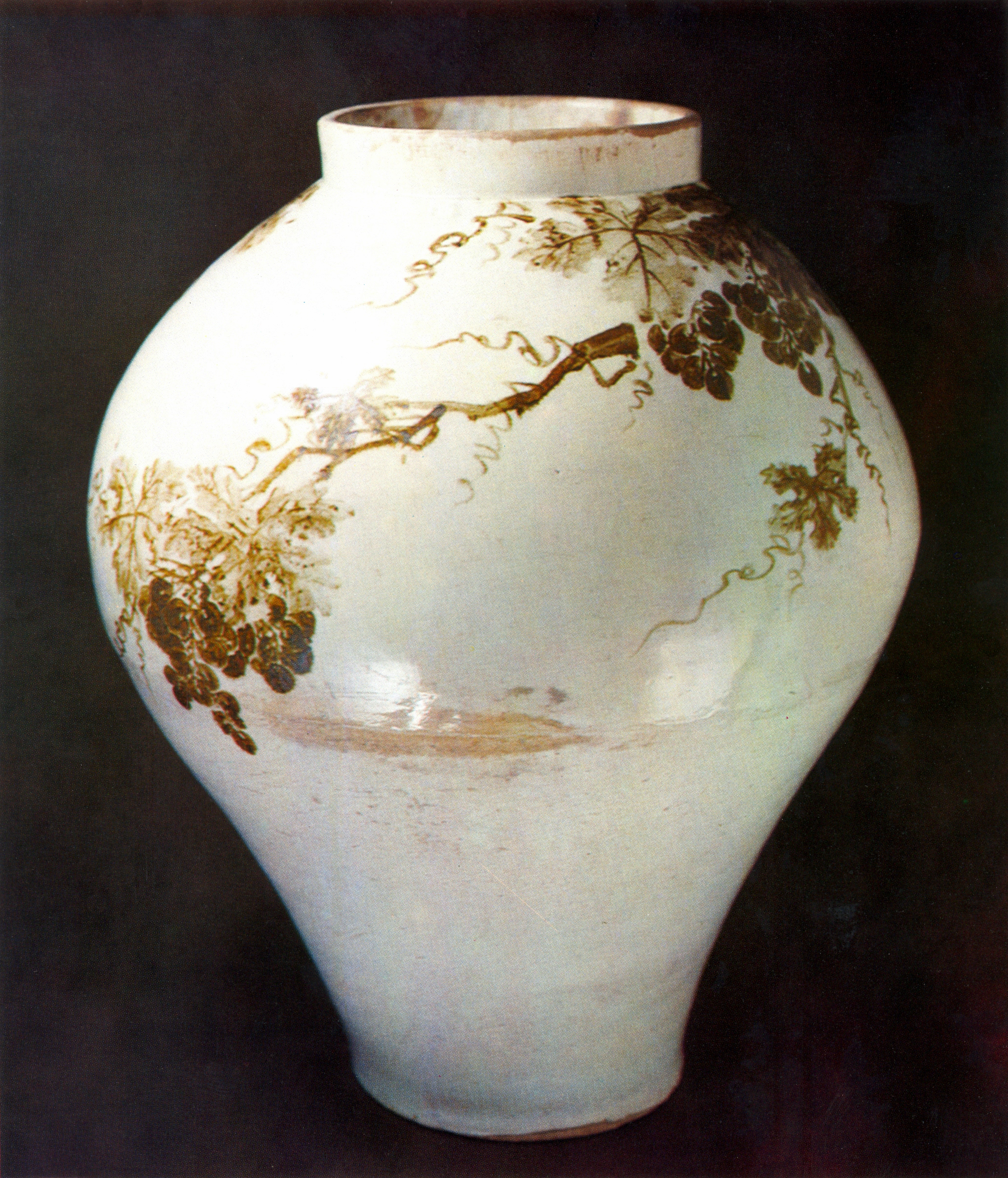
فخارية مصنوعة من البورسلان ومزينة بعناقيد العنب
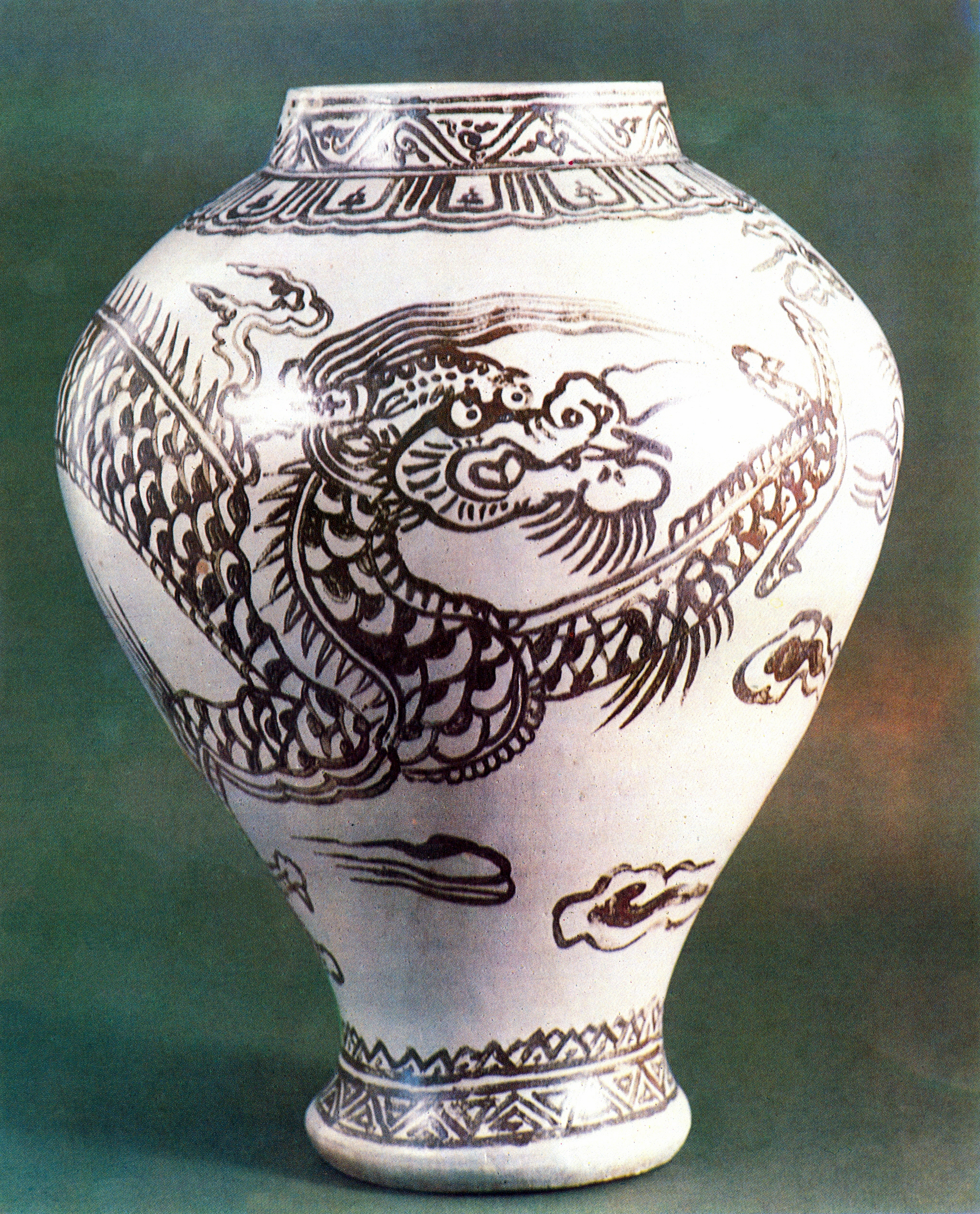
فخارية مصنوعة من البورسلان ومزينة بالسحب ورسم لتنين

#### الموسيقى

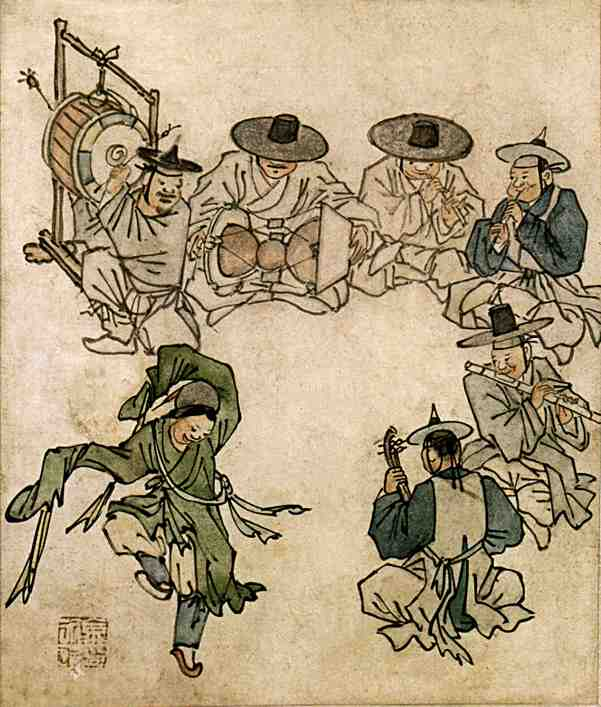
لوحة من كم هونگ دو تظهر مجموعة تقوم بأداء موسيقي.

في بدايات جوسون كانت موسيقى گوريو المعروفة باسم هيانگاك وموسيقى سلالة تانگ الصينية المعروفة باسم دانگاك، كانت هي المسيطرة على موسيقى مآدب البلاط الملكي. مع مرور الوقت ظهرت موسيقى وطنية سميت أيضاً هيانگاك، وطورت موسيقى لشعائر البلاط عرفت باسم آك في عهد الملك سيجونگ، كما ظهر نوع جديد من الموسيقى عرف باسم شناك. سرعان ما سيطرت موسيقى الآك على مآدب البلاط حيث أديت هذه الموسيقى مع خليط من موسيقى دانگاك وشناك وهيانگاك في الاحتفالات واستمرت كذلك لمدة ثلاث مئة سنة حتى ارتبطت فقط بالشعائر بدلاً من المآدب.
ارتبطت الموسيقى مع الرقص وشكلت جزءاً أساسياً في مآدب البلاط الملكي، حيث كان للموسيقيين مكتب خاص بهم يعرف باسم جانگاكوون ولم يسمح لغيرهم بأداء الموسيقى في الاحتفالات. خلال عهد جوسون الأخير استخدم اليانگبان الآلات ذات الأوتار، واستخدم الطبقة الوسطى آلات النفخ، وقام المرفهون بالأعمال البهلوانية. اتخذت الثقافة الموسيقى في هذه الفترة شكلين. الأول أن يذهب الناس إلى الاحتفال ويستمعوا لأداء الفرقة المحترفة، والثاني أن يبدأوا هم بالغناء وصنع موسيقاهم الخاصة. اشتهرت في القرن الثامن عشر أيضاً موسيقى بانسوري.

#### الرقص

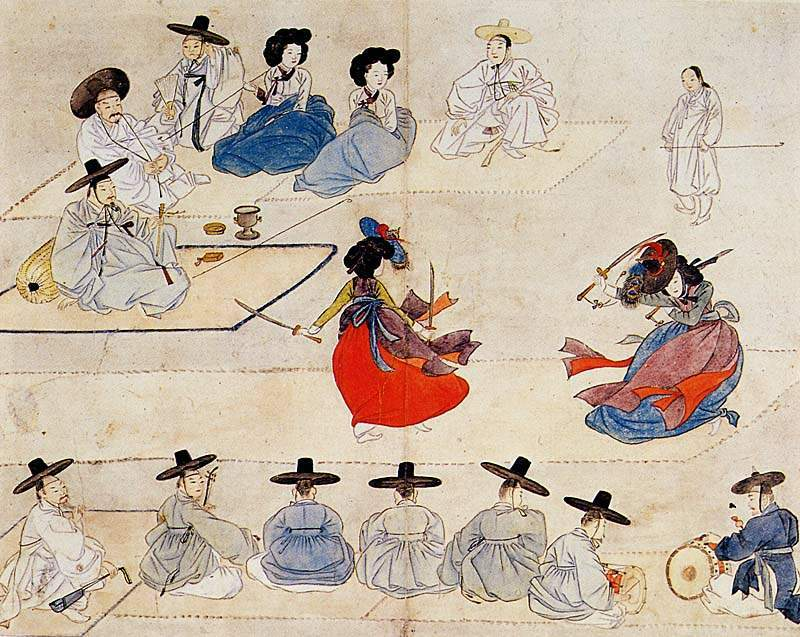
لوحة من شن ين بوك تظهر رقصة السيف أو گومو.

شجعت القيم الكونفشيوسية ملوك جوسون على اتخاذ سياسات دعمت الموسيقى والرقص بصفتهما القيمتان الأساسيتان في الحكم. ازدهرت رقصات البلاط بشكل كبير خلال هذه الفترة حيث أنشئت في هذه الفترة 36 رقصة للبلاط من أصل 56 رقصة كانت تؤدى حتى نهاية جوسون. كانت هذه الرقصات تعبر عن تأسيس جوسون والدعاء لعهد يعم فيه السلام بين الأسرة المالكة وفي الأمة. قام الملك سيجونگ بإنشاء رقصات جديدة للابتعاد عن رقصات گوريو. العديد من الرقصات دمجت لإعطاء قصة محددة. أنشئت أيضاً العديد من الرقصات معتمدة على تعاليم الين واليانگ والدول الخمس. كانت الرقصات تؤدى بطريقة متواضعة وأنيقة وبشكل رسمي.
في السنة الثالثة من عهد الملك سيجونگ قام باك يون بتقديم طلبٍ للملك للفصل بين الرجال والنساء وفقاً للأخلاقيات الكونفشيوسية. وافق الملك على الطلب ونتيجة لذلك أصبحت الكساينگ في المناسبات الملكية يرقصن عند النساء ويرقص الفتيان عند الرجال. اختيار الرقصات التي ستؤدى في المناسبات كان أمراً مهماً وتختار بعناية على يد الملك. ازدهرت الرقصات خلال عهد الملك سنجو، حيث قام ابنه ولي العهد هيوميونگ والوصي على العرش بإنشاء قرابة ثلاثين رقصة جديدة لتصبح هذه الفترة العصر الذهبي للرقص في جوسون. في نهاية المملكة كان هناك ما يقرب من 50 رقصة فقط.
قام الملك إنجو أيضاً بإنهاء ناريدوگام وهي منظمة مسؤولة عن رقصات إبعاد الأرواح الشريرة. فاضطر هؤلاء الراقصين أن ينتشروا في أنحاء جوسون ويكسبوا عيشهم عن طريق رقصات الأقنعة. هؤلاء الراقصون ساهموا في إنشاء العديد من الرقصات المعقدة ولكنها شعبية مثل سُنگمو (رقصة الراهب) وگانگانگ سولاي (رقصة الخدم الدائرية).

### العمارة

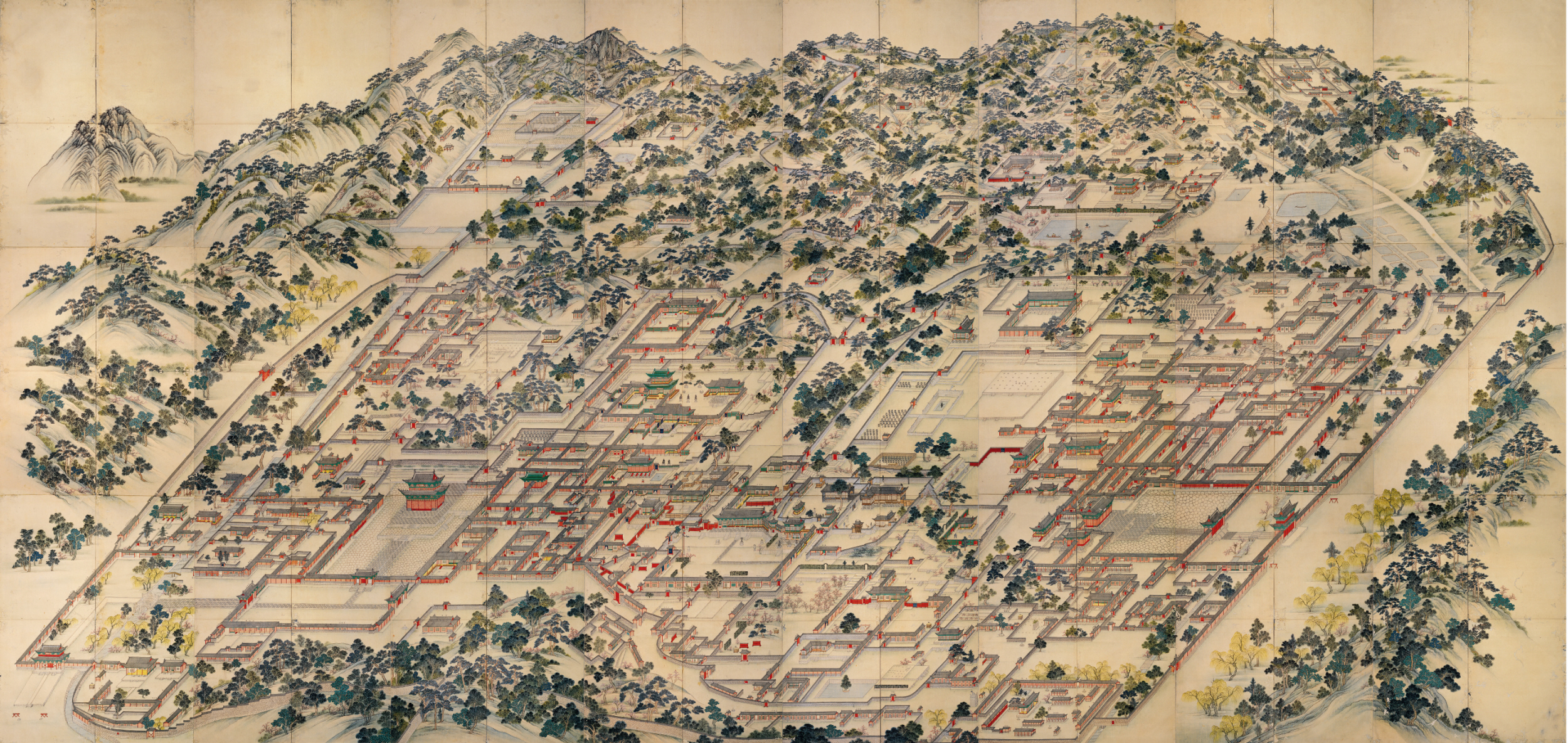
رسمة دونگوولدو تظهر قصري تشانگدوك وتشانگيونگ.

عند نشأة الدولة كانت العمارة تابعة لعمارة دولة گوريو السابقة ولكن تحول الدولة من الثقافة البوذية إلى الثقافة الكونفشيوسية غير من ملامح العمارة لتصبح بسيطة وغير معقدة وذات جمال متواضع ومعتمدة على الشائع والأنماط. استخدم نمط مجموعة الأقواس بين الأعمدة في بناء الصروح في المباني الحكومية. استخدم نظام مجموعة الأقواس العمودية والأقواس الانتقائية كعناصر معمارية في بناء المعابد والمباني المهمة. بسبب رفض جوسون لثقافة سلالة تشينگ الصينية فإن التركيز على العناصر المعمارية الكورية الأساسية جعلها منتشرة بشكل كبير، وخلال هذا العصر استخدم نظام الأقواس في جميع المباني المهمة. خلال عهد الملك يونگجو ومنذ ظهور علماء السلهاك وتأثر جوسون بالغرب بدأت العمارة الكورية بتكوين سمات خاصة بها.
إحدى الأمثلة المعمارية الأقدم في جوسون كانت هانسونگ العاصمة والتي بنيت على ضفاف نهر الهان، حيث يكون الطريقان الرئيسين للمدينة بحيث يمتد الأول من الشرق إلى الغرب والآخر من الجنوب إلى أن يلتقي بالطريق الأول مكونة شكل حرف T. بنيت القصور والأضرحة والمباني الحكومية على طول المحورين الشمالي والجنوبي، حيث تختلف المدينة عن غيرها من العواصم في آسيا. تميزت جوسون أيضاً بقصورها المختلفة مثل قصر تشانگدوك والذي بني في سنة 1405، وقصر تشانگيونگ والذي بني في سنة 1616.

### الأدب

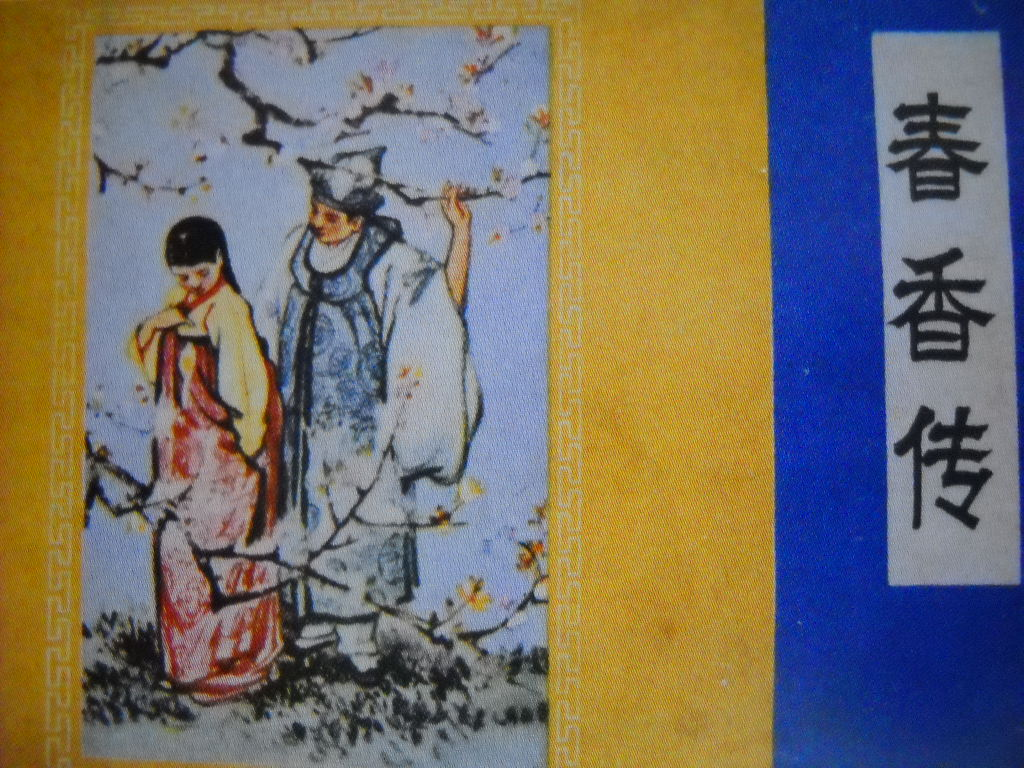
غلاف رواية "قصة تشُنهاينگ".

عرفت الأدبيات عند بدء جوسون باسم أكتشانگ، وكانت تهدف إلى تبرير الثورة والتركيز على شرعية السلالة الجديدة. كتبة هذه الأدبيات كانوا ممن ساعدوا في إنشاء المملكة وتشكيل سياستها. أسلوب هؤلاء الكتاب اختفى بحلول القرن الخامس عشر ولم يستخدم بعدها. أول هذه الأدبيات هي «حلم الحاكم الذهبي»،(69) و«عندما نستقبل النبوءة الغالية»(70) والتي كتبها جونگ دو جون والتي استخدمت لاحقاً كموسيقى للبلاط. قام جونگ أيضاً بكتابة أربع قصائد تمدح إنجازات الملك تايجو الثقافية، وثلاث قصائد تمدح قدرته العسكرية. كتبت العديد من القصائد أيضاً حول العاصمة الجديدة وممن كتب فيها جونگ نفسه وبيون گيريانگ والذي كتب قصيدة «أغنية جبل هوا».(71)
بسبب التغيرات الاجتماعية العديدة، فقد ظهرت آثار التغيير في الأدبيات. في بدايات القرن السابع عشر قام هو گُين (1569 ~ 1618) بكتابة رواية عرفت باسم «قصة هونگ گلدونگ»(72) وتصور رجلاً من طبقة سوجا اليانگبان(73) يقاتل فساد المسؤولين النبلاء ويساعد العوام. انتقد الكاتب بشدة فساد المسؤولين وسياسة التمييز ضد أبناء المحظيات. في القرن الثامن عشر اشتهرت العديد من الروايات المكتوبة من مجهولين. أحد أهم هذه الروايات قصة تعرف باسم «قصة تشُنهيانگ»(74) والتي تصور قصة حب بين بين أحد اليانگبان وبين امرأة من طبقة سونيو اليانگبان وهي ابنة لگساينگ. تنتهي الرواية بزواج بين الطبقتين وهو ما يعكس رفضاً لنظام الطبقية الاجتماعية.

## الدين

### الشامانية
بسبب التسامح البوذي في عهد گوريو مع المعتقدات الأخرى فإن الشامانية لم تجد أي مواجهة لها في المجتمع. بسبب تبني جوسون للنظام الكونفشيوسي القائم على التفكير والفلسفة فإن النبلاء نظروا إلى الشامانية ومن يؤديها على أنهم يدمرون جميع ما وصلوا إليه. شكك النبلاء في قدرة الشامانية على التواصل مع الأرواح وتجلت شكوكهم في سياسة حكومية أخرجت مؤدي الشعائر الشامانية من النظام الطبقي وتخفيض رتبتهم ورفع الضرائب عليهم. رغم كل هذا إلا أن الحكومة لم تستطع إزالة التأثير الشاماني على عقول عامة الشعب.
كان إخراج مؤدي هذه الشعائر (الشامان) من العاصمة في السنة الثالثة عشر من عهد الملك سيجونگ بعد أن قدم مكتب المفتش العام طلباً بذلك. في السنة الثالثة من عهد الملك سونگجونگ منعت جميع أنواع الشعائر بعد أن ألقي القبض على شامان وكبير إحدى العائلات وهم يؤدون الشعائر. رغم منع هذه الشعائر إلا أن ملوك جوسون كانوا يستعينون بالشامان عند الصلاة من أجل هطول الأمطار. بسبب طلب من وزير الشعائر لاستخدام الشامان في معالجة المرضى فقد استخدموا كعاملين في مجال الصحة. هؤلاء الشامان عادوا لأداء الشعائر فأخرجوا مرة أخرى من العاصمة في عهد الملك جنگجونگ.

### البوذية
انهارت البوذية بشكل كبير مع نشأة المملكة مع أنها تمتعت بالعديد من الامتيازات التي كسبتها بكونها الدين الرسمي لألف سنة ولمملكتي شلا وگوريو. كان الرهبان البوذيين يتمتعون بامتيازات أرستقراطية عديدة ولكن رتبتهم انخفضت لتصبح كالشامان كما حرموا من الدخول إلى المدن. نزعت أملاك المعابد البوذية والعبيد والأراضي المملوكة لها. رغم الضغط الحكومي على البوذية إلا أن العديد من الملوك كانوا يفضلونها حيث كتب الملك سيجونگ كتابين الأول هو «حلقات من حياة بوذا» والثاني هو «أغاني انعكاس القمر على ألف نهر».
الملك سيجو ابن الملك سيجونگ كان أيضاً داعماً كبيراً للبوذية وقام بدمج كتابي والده في كتاب واحد. قام الملك سيجو أيضاً بترجمة العديد من السوترا إلى الكورية مثل السوترا الماسية وسرانگاما سوترا. قام الملك سيجو أيضاً ببناء معبد وونگاك، ولكن المعبد اختفى ولم يبق منه سوى باگودا وونگاكسا.

### المسيحية
دخلت المسيحية إلى جوسون بعد أن قدم أحد العلماء ويدعى إي سينگ هُن إلى بكين حيث تقابل مع أحد المبشرين وعُمِّد هناك سنة 1784. عاد إي إلى جوسون وفي غضون 5 سنوات استطاع أن يحول قرابة أربعة آلاف كوري إلى الكاثوليكية المسيحية وذلك قبل وصول المبشرين في سنة 1789. استمرت المسيحية الكاثوليكية بالانتشار بشكل واسع حتى واجهت العديد المجازر بين سنة 1801 وسنة 1867 وذلك بسبب رفض المسيحيين لعبادة الأسلاف ولاتهامهم بإقامة علاقات مع الدول الأجنبية الأوروبية.
أشد عمليات الإعدام كانت المقامة في سنة 1866 ضد اليسوعيين والتي أعدم فيها 8000 مسيحي كوري ومات مثلهم بسبب الجوع بعد هربهم إلى الجبال. استطاع أيضاً العديد من المبشرين البروتستانت من الدخول إلى جوسون مثل روبرت جيرماين توماس.

## العلوم والتقنية

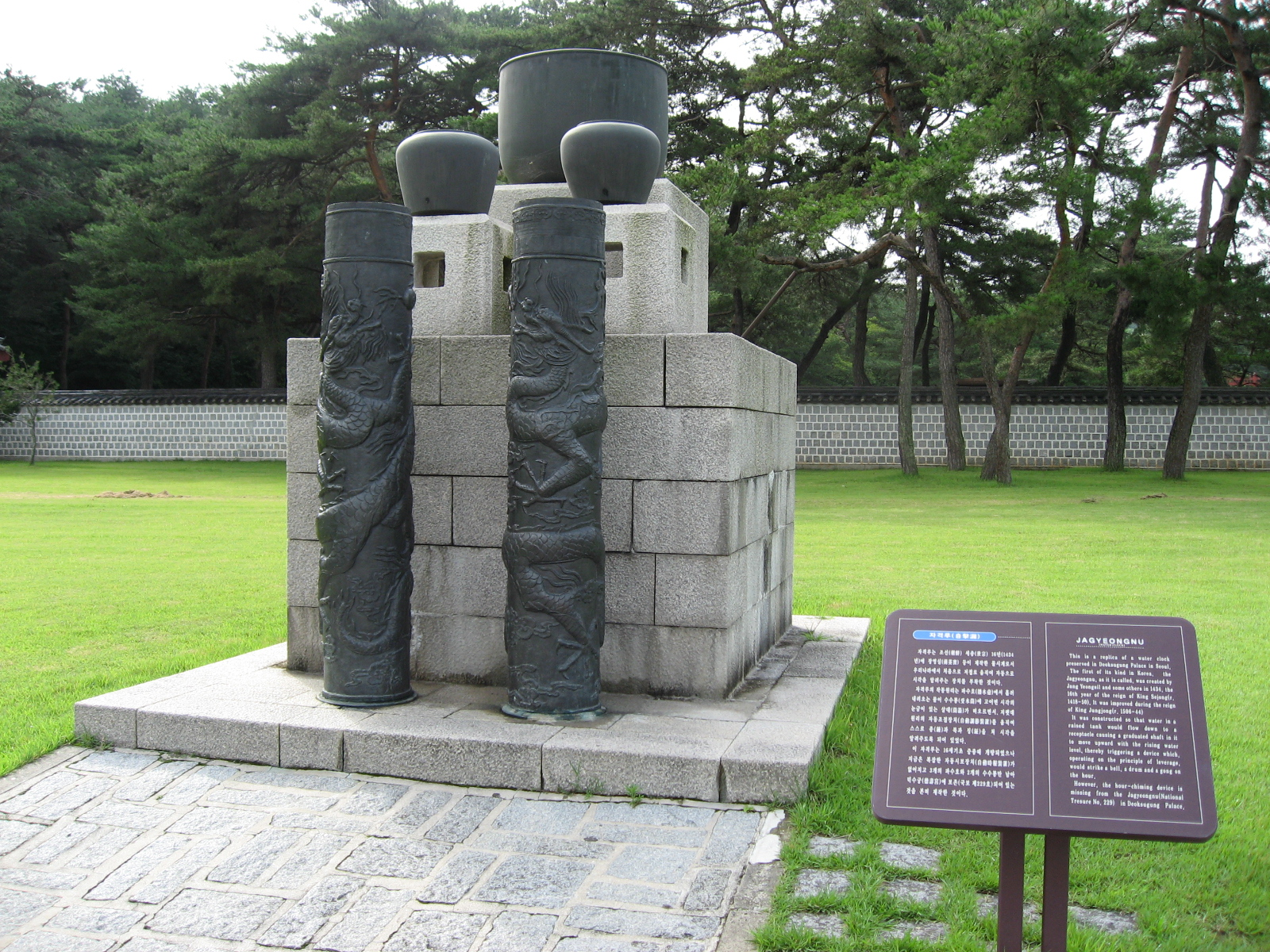
نموذج للساعة المائية من اختراع جانگ يونگ شل.

كان القرن الخامس عشر ذروة التقدم العلمي في جوسون واخترعت فيه العديد من الأجهزة والأدوات. برز جانگ يونگ شل خلال عهد الملك سيجونگ حيث أنشأ العديد من الأدوات مثل الساعة المائية المعروفة باسم بورگاك جاگيونگنو في سنة 1434، كما قام جانگ بإنشاء العديد من الأدوات الموسيقية أثناء حملة الملك سيجونگ لتطوير الموسيقى. قام العلماء أيضاً بكتابة سجل لأساليب الزراعة نتيجة تطور التقنيات الزراعية في كوريا وذلك على فترتين الأولى في سنة 1429 والثانية في سنة 1655. في عهد الملك سونگجونگ كتب العلماء ملاحظات حول أساليب الحصاد لأنواع مختلفة من الحبوب. في سنة 1441 اخترع العلماء مقياساً لكمية الأمطار.

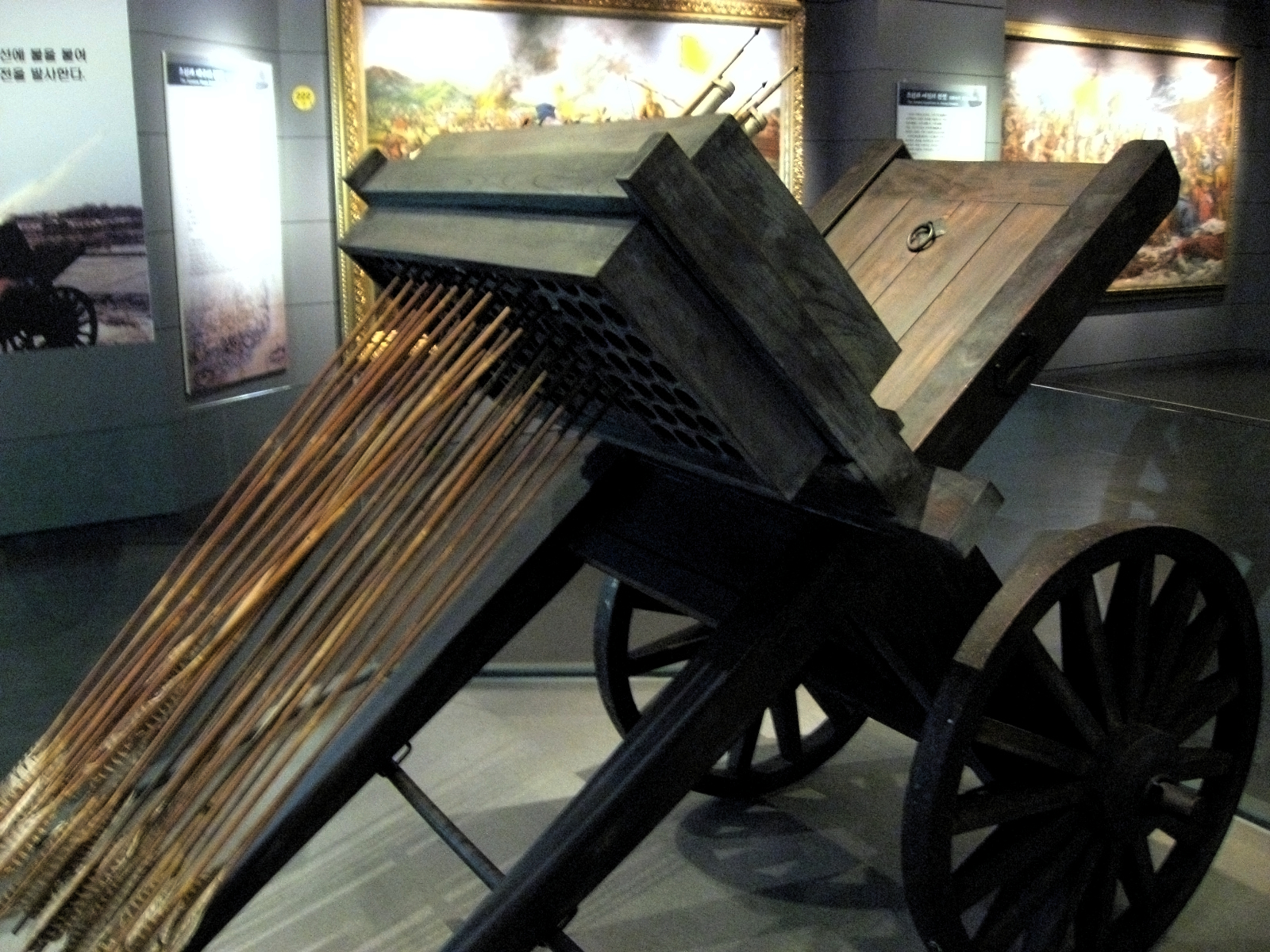
نموذج لراجمة هواتشا.

في سنة 1444 طور العلماء الذين درسوا التقويم العربي والصيني تقويماً كورياً خاصاً يعتمد على موقع كوريا واستخدم لمعرفة الأحداث السماوية ككسوف الشمس وانخساف القمر والظواهر المختلفة. في الطب استطاع العلماء أن يكتبوا كتاب «هيانگياك تشبسونگ بانگ» في سنة 1433 والذي ضم قرابة 959 تعريفاً بالأمراض و10,706 وصفة و1477 موضوعاً حول الوخز بالإبر. في سنة 1445 قام العلماء بكتابة موسوعة طبية من 365 مجلداً عرفت باسم «مجموعات الوصفات الطبية المصنفة». في المجال العسكري قدمت جوسون العديد من الكتب حول الأساليب العسكرية، كما قامت في سنة 1451 بتصميم واختراع هواتشا وهي راجمة بدائية تستخدم لإشعال ورمي 200 سهم ويبلغ مداها ألف متر تقريباً.
خلال الفترة اللاحقة من جوسون قبل العلماء التقنيات الغربية وإنجازاتهم العلمية. في المجال الزراعي كتبت العديد من الكتب حول أساليب الزراعة الحديثة وخصوصاً لأشجار الفواكه. في المجال البحري في سنة 1815 كتب سجل حول أسماء ومواقع وعادات واستخدامات قرابة 155 من المخلوقات البحرية. في المجال الطبي أيضاً كُتبت العديد من الكتب ومنها كتب حول مرض الجدري الفتاك وأعراضه وذلك في سنة 1778. في سنة 1653 قام العلماء بمراجعة التقويم الكوري بناء على المعلومات الغربية. في هذه الفترة من جوسون تركز العلم حول الأساليب الزراعية والطب فقط.

## الاقتصاد

### التجارة

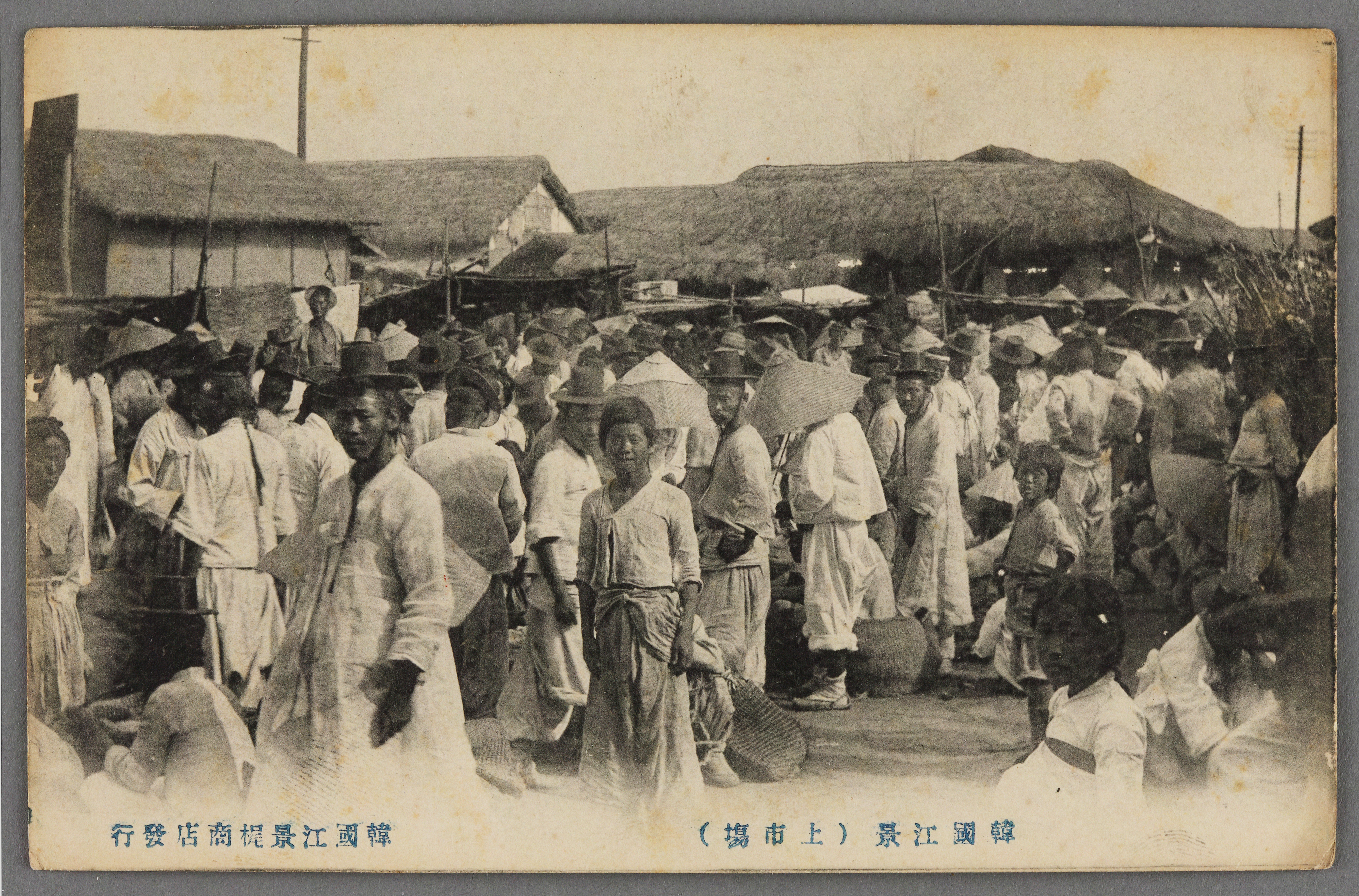
طابع لتجار بوبُسانگ في أحد أسواق الفلاحين في نهاية جوسون.

تطور الأساليب الزراعة والمصنوعات اليدوية أدى إلى انتعاش الأنشطة التجارية. تركزت الأنشطة التجارية في المدن والقرى المأهولة بالسكان مثل هانيانگ العاصمة والتي كان يسكنها مئة ألف مواطن في الفترة المبكرة من جوسون، وشكلت مركزاً للتجارة. في عهد الملك تايجونگ بنت الحكومة العديد من المحلات والتي بلغت مساحتها 2400 كان. سلمت الحكومة هذه المحلات للتجار وأعطتهم رخصاً عليها مقابل الضريبة. في الريف انقسم التجار المعروفين باسم بوبُسانگ إلى قسم يبيع الأغراض الكمالية والقسم الآخر يبيع الأغراض الأساسية للحياة. قام الفلاحون في القرن الخامس عشر بإنشاء أسواق عشوائية لكن الحكومة هدمت هذه الأسواق لخوفها من ترك الفلاحين للمزارع والتفرغ للأمور التجارية. جهد الحكومة لإلغاء هذه الأسواق انتهى بالفشل واستمر الفلاحون بفتح الأسواق كل خمس أيام.
استخدم الأرز كعملة للمقايضة في جوسون. بعد الحروب مع اليابانيين والمانشو الصينيين، سعت الحكومة إلى زيادة مزارع الأرز والتي اعتمدت على وجود المياه. لهذا السبب كان إنشاء مرافق المياه مشكلة مستمرة. في سنة 1662 أنشئ مكتب أعمال السدود، وفي سنة 1778 وضعت الحكومة خطة لإقامة السدود. تغيرت الحياة في الريف بسبب زيادة الطلب التجاري على منتجات مخصوصة ليس للاستخدام المحلي وإنما أيضاً للتصدير مثل الجنسنگ والتبغ والقطن. بسبب خوف الفلاحين من حروب أخرى قاموا بزراعة منتجات أخرى مثل البطاطا الحلوة والبطاطس والطماطم والفلفل الأحمر والقرع وذلك في حالة فشل الحصاد للمنتجات الأساسية.

## الأسرة الحاكمة

### الأسرة الملكية
يعود نسب الأسرة الملكية لعائلة إي من عشيرة جونجو. أقدم أجداد الأسرة هو إي هان وزير العمل خلال عصر مملكة شلا، والذي ولد من نسله إي أن سا الجد الرابع للملك تايجو المؤسس. عُيِّن إي أنسا قائداً عسكرياً لمنطقة ويجا للدفاع عنها ضد جيش سلالة يوان أثناء عصر مملكة گوريو، ولكنه استسلم لهم. قام ابنه إي هاينگ ري بالاعتذار للملك تشنگريول ملك گوريو على استسلام والده. ساهم إي جا تشن - حفيد إي هاينگ ري - في عهد گونگمن ملك گوريو في استعادة العديد من القلاع والمناطق الشمالية من أيدي سلالة يوان.
بعد احتلال اليابان لكوريا قام الإمبراطور ينگهي بتعيين أخيه إي أون ولياً للعهد. أُخذ ولي العهد إلى اليابان في سنة 1907 وأجبر على الزواج من الأميرة ناشيموتو ماساكو. لاحقاً أنجبت الأميرة ابناً سمي إي گو كان آخر ولي عهد رسمي حتى سنة 2005. منذ وفاته وحتى الآن فإن رئاسة الأسرة مختلفة بين إي هاي وون وابن أخيها إي وون.

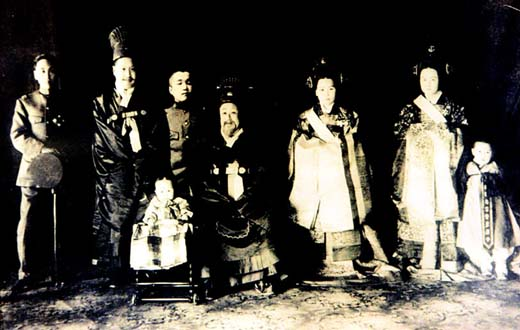
الأسرة الإمبراطورية في سنة 1915.
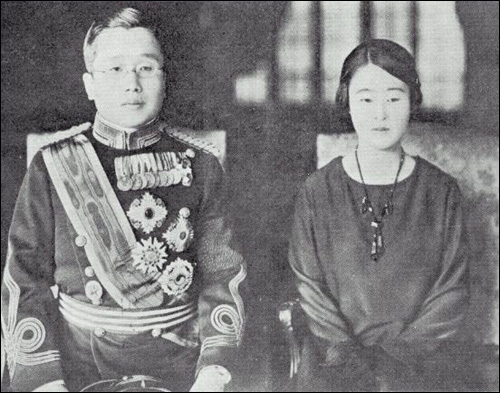
إي أون وزوجته في سنة 1923.
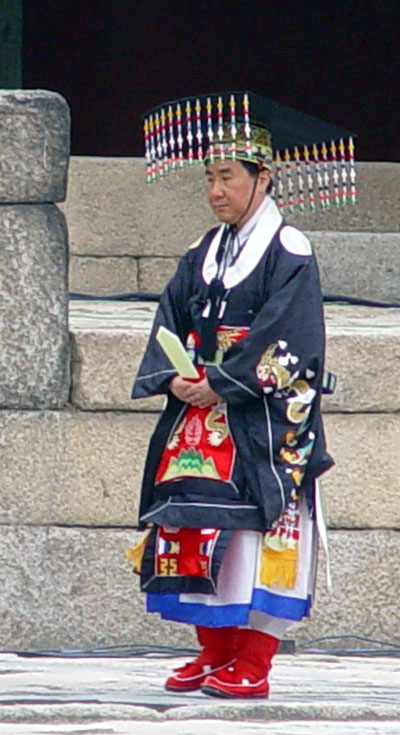
إي وون في سنة 2008.

### الألقاب والمسميات
الألقاب والمسميات اختلفت من جيل لآخر وكلها كانت توضع لاستخدام الملك الحاكم آنذاك.

#### قبل الملك الحاكم
- الملك السابق(75) ويستخدم للإشارة إلى الملك السابق المتوفى.
- الملكة الأرملة(76) ويستخدم للإشارة إلى أرملة الملك الراحل، ويشار به أيضاً إلى والدة الملك.[101]
- الملكة الأرملة الملكية(77) ويستخدم للإشارة إلى ملكة حية أتت بعدها أخرى، ويشار به إلى جدة الملك.[102]
- الملكة الأرملة الملكية الكبرى(78) ويستخدم للإشارة إلى ملكة ظلت حية لترى ملكتين أرملتين بعدها، ويشار به إلى جدة والد الملك.[103]
- الأمير الداخلي الكبير(79) ويستخدم للإشارة إلى والد الملك والذي لم يستطع أن يحكم كملك.[104]
- الأميرة الداخلية القرينة الكبرى(80) ويستخدم للإشارة إلى والدة الملك والتي لم يحكم زوجها.[105]
- الأمير الداخلي(81) ويستخدم للإشارة إلى والد الملكة.[106]
- الأميرة الداخلية القرينة(82) ويستخدم للإشارة إلى والدة الملكة.[106]
- الملك السابق(83) ويستخدم للإشارة إلى ملكٍ حيٍ تنازل عن عرشه لملك آخر.[107]
- الملك العظيم السابق(84) ويستخدم للإشارة إلى الملك الحي والذي تنازل خليفته أيضاً عن العرش لملك آخر.[107]

#### الملك الحاكم
- الملك(85) ويستخدم للإشارة إلى الملك الحاكم.[107]
- الملكة(86) ويستخدم للإشارة إلى الملكة زوجة الملك الحاكم، وتعطى الملكة لاحقاً لقب وانگ هو.(87)[103]

#### بعد الملك
- الأخ الملكي الوريث(88) ويستخدم للإشارة إلى شقيق الملك والذي عين ولياً للعهد.[108]
- الأمير الملكي(89) ويستخدم للإشارة إلى الابن الأكبر للملك.[109]
- الأمير الكبير(90) ويستخدم للإشارة إلى أبناء الملك من الملكة.[110]
- الأميرة القرينة الكبرى(91) ويستخدم للإشارة إلى زوجة الأمير الكبير.[111]
- الأمير(92) ويستخدم للإشارة إلى أبناء الملك من محظياته.[110]
- الأميرة القرينة(93) ويستخدم للإشارة إلى زوجة الأمير.[111]
- الأميرة الملكية(94) ويستخدم للإشارة إلى بنات الملك من الملكة.[110]
- الأميرة(95) ويستخدم للإشارة إلى بنات الملك من محظياته.[110]
- ولي العهد الوريث(96) ويستخدم للإشارة إلى ابن الملك الذي اختير ولياً للعهد.[110]
- الأميرة القرينة الوريثة(97) ويستخدم للإشارة إلى زوجة ولي العهد.[112]
- الحفيد الوريث(98) ويستخدم للإشارة إلى حفيد الملك وابن ولي العهد الذي سيرث العرش مباشرة بعده.[113]

## الحواشي
- 1 تعرف باسم مدينة سول في وقتنا الحاضر.
- 2 يعرف في كوريا باسم نهر أمنوك.
- 3 تشبيهاً لانعزال الراهب في الدير للعبادة.
- 4 گو تعني قديم، جوسون القديمة.
- 5 عرف باسم الملك تايجونگ لاحقاً.
- 6 داي گن تعني الأمير العظيم أو الكبير.
- 7 اثنان من أتباع الملك تايجو.
- 8 بالهانگل: 의정부 وبالهانجا: 議政府، وتعني: مجلس الدولة.
- 9 الهوية الشخصية.
- 10 بالهانگل: 김종서 وبالهانجا: 金宗瑞.
- 12 بالهانگل: 사군육진 وبالهانجا: 四郡六鎭.
- 13 بالهانگل: 훈민정음 وبالهانجا: 訓民正音، وتعني: الأصوات الصحيحة لتعليم الناس.
- 14 بالهانگل: 집현전 وبالهانجا: 集賢殿 وحرفياً: تشِبهيونجون.
- 15 بالهانگل: 대왕 وحرفياً: داي وانگ.
- 16 وتعني أجيال من الأساسيات العسكرية.
- 17 الأمير نوسان.
- 18 بالهانگل: 경국대전 وبالهانجا: 經國大典.
- 19 عرف الجورشن باسم المانشو لاحقاً.
- 20 ويرون اتباع التعاليم القديمة.
- 21 ويرون اتباع التعاليم الجديدة.
- 22 التجرد.
- 23 أو سِرهاك، وتعني التعاليم العملية.
- 24 وتعرف بالكورية باسم گيوجانگاك.
- 25 وتقع في مدينة سوون في الوقت الحاضر.
- 26 عرف لاحقاً باسم هنگسون دايوونگن.
- 27 أو الإزعاج الغربي في سنة 1866.
- 28 أو الإزعاج الغربي في سنة 1871.
- 29 قصر دوكسو في وقتنا الحالي.
- 30 هان العظمى.
- 31 الحكومة المركزية.
- 32 الحكومة المحلية.
- 33 دونگبان.
- 34 سوبان.
- 35 9 كبار و9 صغار بالترتيب: كبار الرتبة الأولى وصغار الرتبة الأولى وهكذا.
- 36 بالهانگل: 영의정 وبالهانجا: 領議政 وحرفياً: يونگيجونگ.
- 37 بالهانگل: 우의정 وبالهانجا: 右議政 وحرفياً: وِيجونگ.
- 38 بالهانگل: 좌의정 وبالهانجا: 左議政 وحرفياً: تشوايجونگ.
- 39 بالهانگل: 우찬성 وبالهانجا: 右贊成 وحرفياً: وتشانسونگ.
- 40 بالهانگل: 좌찬성 وبالهانجا: 左贊成 وحرفياً: تشواتشانسونگ.
- 41 بالهانگل: 육조 وبالهانجا: 六曹 وحرفياً: يگجو.
- 42 بالهانگل: 판서 وبالهانجا: 判書 وحرفياً: بانسو.
- 43 بالهانگل: 참판 وبالهانجا: 參判 وحرفياً: تشامبان.
- 44 بالهانگل: 삼사 وبالهانجا: 三司 وحرفياً: سامسا.
- 45 بالهانگل: 홍문관 وبالهانجا: 弘文館 وحرفياً: هونگمنگوان.
- 46 بالهانگل: 사간원 وحرفياً: ساگانوون.
- 47 بالهانگل: 사헌부 وحرفياً: ساهونبو.
- 48 بالهانگل: 승정원 وبالهانجا: 承政院 وحرفياً: سنگجونگوون.
- 49 بالهانگل: 승정원 일기 وبالهانجا: 承政院 日記 وحرفياً: سنگجونگوون إلگي.
- 50 بالهانگل: 한성부 وبالهانجا: 漢城府 وحرفياً: هانسونگ بو.
- 51 بالهانگل: 의금부 وبالهانجا: 義禁府 وحرفياً: ويگمبو.
- 52 بالهانگل: 춘추관 وبالهانجا: 春秋館 وحرفياً: تشُنتشُگوان.
- 53 بالهانگل: 팔도 وبالهانجا: 八道 وحرفياً: بالدو.
- 54 «موك» (بالهانگل: 목) يليه «بو» (بالهانگل: 목) ثم «گن» (بالهانگل: 군) وأخيراً «هيون» (بالهانگل: 현).
- 55 بالهانگل: 삼강 وحرفياً: سامگانگ.
- 56 بالهانگل: 충 وحرفياً: تشنگ.
- 57 بالهانگل: 효 وحرفياً: هيو.
- 58 بالهانگل: 열 وحرفياً: يول.
- 59 يانگمن بالهانگل: 양민 وتعني: الطيبون، وتشونمن بالهانگل: 천민 وتعني العوام.
- 60 بالهانگل: 양반 وحرفياً: اليانگبان.
- 61 بالهانگل: 내훈 وحرفياً: نايهُن.
- 62 بالهانگل: 여사서 وحرفياً: يوساسو.
- 63 گنيو بالهانگل: 기녀، وگساينگ بالهانگل: 기생.
- 64 الحكم من خلف ستار الخيزران.
- 65 بالهانگل: 서당 وبالهانجا: 書堂 وتعني: مدارس القرى.
- 66 وتعني: مدارس المحافظة.
- 67 بالصينية المبسطة: 四书五经 وبالصينية التقليدية: 四書五經 وحرفياً: سو شو وو جينگ.
- 68 بالهانگل: 성균관 وبالهانجا: 成均館 وحرفياً: سونگيُنگوان.
- 69 بالهانگل: 몽금척 وحرفياً: مُونگ گُمْتشوك.
- 70 بالهانگل: 수보록 وحرفياً: سُو بُورُوك.
- 71 بالهانگل: 화산별곡 وحرفياً: هواسان بلگوك.
- 72 بالهانگل: 홍길동전.
- 73 سوجا أو سونيو تعني أبناء وبنات اليانگبان من المحظيات.
- 74 بالهانگل: 춘향전.
- 75 بالهانگل: 선대왕 وبالهانجا: 先大王 وحرفياً: سون دايوانگ.
- 76 بالهانگل: 대비 وبالهانجا: 大妃 وحرفياً: دايبي
- 77 بالهانگل: 왕대비 وبالهانجا: 王大妃 وحرفياً: وانگ دايبي.
- 78 بالهانگل: 대왕대비 وبالهانجا: 大王大妃 وحرفياً: دايوانگ دايبي.
- 79 بالهانگل: 대원군 وبالهانجا: 大院君 وحرفياً: دايوونگن
- 80 بالهانگل: 부대부인 وبالهانجا: 府大夫人 وحرفياً: بُدايبُوين.
- 81 بالهانگل: 부원군 وبالهانجا: 府院君 وحرفياً: بوونگن.
- 82 بالهانگل: 부부인 وبالهانجا: 府夫人 وحرفياً: بُبُويِن.
- 83 بالهانگل: 상왕 وبالهانجا: 上王 وحرفياً: سانگ وانگ.
- 84 بالهانگل: 태상왕 وبالهانجا: 太上王 وحرفياً: داي سانگ وانگ.
- 85 بالهانگل: 왕 وبالهانجا: 王 وحرفياً: وانگ.
- 86 بالهانگل: 왕비 وبالهانجا: 王妃 وحرفياً: وانگ بي.
- 87 بالهانگل: 왕후 وبالهانجا: 王后.
- 88 بالهانگل: 왕세제 وبالهانجا: 王世弟 وحرفياً: وانگ سيجي.
- 89 بالهانگل: 원자 وبالهانجا: 元子 وحرفياً: وونجا.
- 90 بالهانگل: 대군 وبالهانجا: 大君 وحرفياً: داي گن.
- 91 بالهانگل: 부부인 وبالهانجا: 府夫人 وحرفياً: بُبوين.
- 92 بالهانگل: 군 وبالهانجا: 君 وحرفياً: گن.
- 93 بالهانگل: 군부인 وبالهانجا: 郡夫人 وحرفياً: گنبوين.
- 94 بالهانگل: 공주 وبالهانجا: 公主 وحرفياً: گونگجو.
- 95 بالهانگل: 옹주 وبالهانجا: 翁主 وحرفياً: أونگجو.
- 96 بالهانگل: 세자 وبالهانجا: 世子 وحرفياً: سيجا.
- 97 بالهانگل: 세자빈 وبالهانجا: 世子嬪 وحرفياً: سيجابِن.
- 98 بالهانگل: 왕세손 وبالهانجا: 王世孫 وحرفياً: وانگ سيسون.

## الإشارات
1. 1 2  Kallie Szczepanski. "The Joseon Dynasty in Korea". مؤرشف من الأصل في 2016-12-11. اطلع عليه بتاريخ 2014-08-23.
2. 1 2 3  Britannica. "Chosŏn dynasty". مؤرشف من الأصل في 2015-05-03. اطلع عليه بتاريخ 2014-08-23.
3. ↑  Wilson Strand. "Opening the Hermit Kingdom". مؤرشف من الأصل في 2018-11-21. اطلع عليه بتاريخ 2014-08-23.
4. 1 2 3 4 5 6 7 8 9 10  Kim Jinwung Page: 184~187
5. ↑  Kang Jae-eun Page: 170
6. 1 2 3 4 5 6 7 8 9  Kallie Szczepanski. "King Sejong the Great of Korea: Background - The Strife of Princes". مؤرشف من الأصل في 2016-12-10. اطلع عليه بتاريخ 2014-08-23.
7. 1 2 3 4 5  The Annals of King T’aejo, Translator's Introduction. Page: xxiii
8. 1 2 3 4 5 6 7  Kim Jinwung Page: 188
9. 1 2 3 4 5 6 7 8 9 10  "Korean History Project: The Winds of Change". مؤرشف من الأصل في 2015-01-20. اطلع عليه بتاريخ 2014-09-03. {{استشهاد ويب}}: |archive-date= / |archive-url= timestamp mismatch (مساعدة)
10. ↑  Lee Ki Baik. Page; 172-178.
11. ↑  
Peter H. Lee. Sources of Korean Tradition. Page: 336.
12. ↑  James B. Palais. Page: 54.
13. 1 2  "Korean History Project: Status is Everything". مؤرشف من الأصل في 2015-01-05. اطلع عليه بتاريخ 2014-09-03. {{استشهاد ويب}}: |archive-date= / |archive-url= timestamp mismatch (مساعدة)
14. 1 2 3 4  Kim Tae-gyu and Kevin N. Cawley. "Joseon: Korea's Confucian kingdom (First)". مؤرشف من الأصل في 2018-08-31. اطلع عليه بتاريخ 2014-09-11.
15. 1 2 3 4 5  Kallie Szczepanski. "King Sejong the Great of Korea". مؤرشف من الأصل في 2016-12-10. اطلع عليه بتاريخ 2014-09-11.
16. 1 2  Kang Jae-eun. Page: 228.
17. ↑  Kim Chun-gil (30 يناير 2005). The History of Korea. Greenwood. ص. 74~76. ISBN:0313360537. {{استشهاد بكتاب}}: الوسيط |تاريخ الوصول بحاجة لـ |مسار= (مساعدة)
18. 1 2 3  Kang Jae-eun Page:228~230
19. 1 2 3 4  "King Sejong the Great and The Golden Age of Korea". asiasociety.org. مؤرشف من الأصل في 2015-01-05. اطلع عليه بتاريخ 2014-10-17.
20. ↑  "The UNESCO King Sejong Literacy Prize". The UNESCO. مؤرشف من الأصل في 2016-08-16. اطلع عليه بتاريخ 2014-10-17.
21. 1 2 3 4 5 6 7 8 9 10 11  Kang Jae-eun Page: 237~240
22. 1 2 3 4 5 6  "Korean History Project: A Centralized Society: Setting New Foundations". مؤرشف من الأصل في 2012-04-02. اطلع عليه بتاريخ 2014-10-19. {{استشهاد ويب}}: |archive-date= / |archive-url= timestamp mismatch (مساعدة)
23. 1 2 3  A Brief History of Korea. Page: 72-83.
24. 1 2 3  "Korean History Project: Political Turmoil: Yonsangun and the Censorate". مؤرشف من الأصل في 2015-01-20. اطلع عليه بتاريخ 2014-10-19. {{استشهاد ويب}}: |archive-date= / |archive-url= timestamp mismatch (مساعدة)
25. 1 2 3 4 5 6 7 8 9 10 11  "Korean History Project: Political Turmoil: The History Purge of 1498". مؤرشف من الأصل في 2012-04-02. اطلع عليه بتاريخ 2014-10-19. {{استشهاد ويب}}: |archive-date= / |archive-url= timestamp mismatch (مساعدة)
26. 1 2 3 4 5 6 7 8 9 10 11  "Korean History Project: Political Turmoil: Yonsangun and the Purge of 1504". مؤرشف من الأصل في 2012-04-02. اطلع عليه بتاريخ 2014-10-19. {{استشهاد ويب}}: |archive-date= / |archive-url= timestamp mismatch (مساعدة)
27. 1 2 3 4  "Korean History Project: Political Turmoil: Both Right ... Both Wrong". مؤرشف من الأصل في 2012-04-15. اطلع عليه بتاريخ 2014-10-19. {{استشهاد ويب}}: |archive-date= / |archive-url= timestamp mismatch (مساعدة)
28. 1 2 3  "Korean History Project: Political Turmoil: The Purge of 1519". مؤرشف من الأصل في 2012-04-02. اطلع عليه بتاريخ 2014-10-19. {{استشهاد ويب}}: |archive-date= / |archive-url= timestamp mismatch (مساعدة)
29. ↑  "Filming Location Tours: Daejanggeum(Jewel in the Palace)". مؤرشف من الأصل في 2016-03-06. اطلع عليه بتاريخ 2014-10-19.
30. 1 2 3 4 5 6 7 8 9 10 11 12 13  Kim Jinwung Page 224~226.
31. ↑  Stephen Turnbull Page:49~52
32. ↑  Stephen Turnbull Page: 63~68.
33. ↑  Stephen Turnbull. Page: 72~75.
34. ↑  Stephen Turnbull Page: 82.
35. ↑  Stephen Turnbull Page: 90~92.
36. ↑  Stephen Turnbull. Page: 235.
37. 1 2 3 4 5 6 7 8 9 10 11  Kang Jae-eun Page: 225~228.
38. 1 2 3  Kang Jae-eun Page: 366~368.
39. 1 2 3 4 5 6 7  Kim Djun Kil. Page: 109~111.
40. 1 2 3 4 5 6 7 8 9 10 11 12 13 14 15 16 17 18  James B. Palais. 25~30.
41. 1 2 3 4 5 6 7 8 9 10 11 12  Kim Jinwung Page: 281~289.
42. 1 2  Frommer's South Korea. Page: 186.
43. 1 2 3 4 5  Kim Jinwung Page:306~308.
44. 1 2 3  "Unheyeongung: Main figures: King Gojong". مؤرشف من الأصل في 2016-07-08. اطلع عليه بتاريخ 2014-11-06.
45. 1 2 3 4 5 6 7  Young Whan Kihl. Page: 47-48.
46. 1 2 3 4  Patricia Buckley Ebrey. Page: 250-251.
47. 1 2 3 4  Choi Sang-Hun. Page: 16-17.
48. ↑  Yu Chai-Shin. Page: 130.
49. 1 2 3 4 5  Soyoung Lee. Page: 7-8
50. 1 2 3 4 5 6  Yu Chai-Shin. Page: 132.
51. 1 2  Chao-ying Fang. Page: 113.
52. 1 2  Kim Jinwung. Page: 194.
53. ↑  Duk-kyu Jin and Teok-kyu Chin. Page: 344.
54. 1 2 3 4 5 6 7  Kim Jinwung. Page: 195~197.
55. ↑  Andrew C. Nahm. Page: 94-95.
56. ↑  Sung-jin Yang and Nam-hee Lee. "Click into the Hermet Kingdom (59): Kwanghaegun: Reformer or Tyrant?". مؤرشف من الأصل في 2018-10-17. اطلع عليه بتاريخ 2014-11-30.
57. ↑  Kang Jae-eun. Page:319.
58. 1 2 3 4  Shin Hyoung Sik. Page: 88-89.
59. ↑  Patricia Buckley Ebrey. Page: 255.
60. ↑  Xiaobing Li. Page: 391.
61. 1 2 3 4  Kim Jinwung. Page:209-210
62. 1 2 3 4  Kim Jinwung. Page: 229.
63. 1 2  Kim Jinwung. Page: 235.
64. 1 2 3 4  Michael J. Seth. Page: 157-158.
65. 1 2 3 4 5 6 7  Michael J. Seth. Page: 158~160.
66. 1 2 3 4  Michael J. Seth. Page: 165~167.
67. 1 2 3 4  Yi Pae Yong. Page: 268.
68. 1 2 3 4 5 6  Yi Pae Yong. Page: 73~77.
69. 1 2 3  Yi Pae Yong. Page: 48-49.
70. 1 2  Andrew C. Nahm. Page: 105.
71. 1 2 3 4  Michael J. Seth. Page: 198-199.
72. 1 2 3 4 5 6 7 8  Rebecca M. Brown. Page: 342 & 343.
73. ↑  Soyoung Lee, Seung-chang Jeon (2011). Korean Buncheong Ceramics from Leeum, Samsung Museum of Art. Metropolitan Museum of Art. ص. 3. ISBN:1588394212. {{استشهاد بكتاب}}: الوسيط |تاريخ الوصول بحاجة لـ |مسار= (مساعدة)
74. 1 2 3 4  Soyoung Lee. "In Pursuit of White: Porcelain in the Joseon Dynasty, 1392–1910". The Metropolitan Museum of Art. مؤرشف من الأصل في 2019-04-05. اطلع عليه بتاريخ 2015-04-12.
75. 1 2 3  Sŏ-sŏk Yun. Page 22, 23.
76. 1 2 3 4 5  Sŏ-sŏk Yun. Page 24, 25.
77. 1 2 3  Kim Malborg. Page 19.
78. 1 2 3 4 5 6  Kim Malborg. Page 20.
79. 1 2 3  Kim Malborg. Page 22.
80. 1 2  Kim Malborg. Page 23.
81. ↑  Kim Malborg. Page 24.
82. 1 2 3 4 5 6 7  Yoon Chang Sup. "Brief History of Korean Architecture". مؤرشف من الأصل في 2016-06-09. اطلع عليه بتاريخ 2015-01-17.
83. 1 2 3 4 5 6  Peter H. Lee. A History of Korean Literature. Page:148-149.
84. 1 2 3 4 5  Kim Djun Kil. Page: 114-115.
85. 1 2 3 4  Choe Chun-sik. Folk-religion. Page 15.
86. 1 2 3 4 5  Yi Pae Yong. Page: 79-80.
87. 1 2 3 4 5 6  Choe Chun-sik. Buddhism: Religion in Korea. Pages: 150-151.
88. 1 2 3 4 5  Erwin Fahlbusch. Page 135-136.
89. ↑  Teun Koetsier, Marco Ceccarelli. Page: 88.
90. 1 2  Kim Jinwung. Page: 214.
91. 1 2 3 4  Kim Jinwung. Page: 215.
92. 1 2 3 4 5  Kim Jinwung. Page: 266.
93. ↑  Kim Jinwung. Page: 267.
94. 1 2 3 4 5 6 7  Kim Jinwung. Page: 207.
95. 1 2 3  Kim Jinwung. Page: 254.
96. 1 2  Kim Jinwung. Page: 255.
97. 1 2 3  The Annals of King T’aejo, Page: 1-3.
98. ↑  The Annals of King T’aejo, Page: 6.
99. ↑  The Annals of King T’aejo, Page: 13.
100. ↑  "전주이씨 대동종약원 "女皇 추대는 억지 장난"" (بالكورية). The Chosun Ilbo. 2 Oct 2006. Archived from the original on 2016-03-03. Retrieved 2015-06-14.
101. ↑  Mary Saracino & Mary Beth Moser. Page: 120.
102. ↑  The International Journal of Korean Art and Archaeology. Page: 155.
103. 1 2  Young-Key Kim-Renaud. Page: 34.
104. ↑  "The Hermit Kingdom". Mount Holyoke College. مؤرشف من الأصل في 2013-05-23. اطلع عليه بتاريخ 2015-02-05.
105. ↑  "Budaebuin Min". Unhyeon Palace. مؤرشف من الأصل في 2016-07-07. اطلع عليه بتاريخ 2015-02-05.
106. 1 2  Yi Pae Yong. Page: 85.
107. 1 2 3  Keith Pratt. Page: 451.
108. ↑  Keith Pratt. Page: 526.
109. ↑  The International Journal of Korean Art and Archaeology. Page: 129.
110. 1 2 3 4 5  Shin Myeong Ho. Page: 138
111. 1 2  Shin Myeong Ho. Page: 139
112. ↑  Ki Joong Song. Page: 168.
113. ↑  The International Journal of Korean Art and Archaeology. Page: 131.

## وصلات خارجية
- Click into the Hermit Kingdom، كتبها يانغ سُنغ جِن.
- E-Annals Bring Chosun History to Everyman، نشرت في صحيفة ذا تشوسون إلبو.